# 沼津市
沼津市（ぬまづし）は、静岡県の東部にある市。伊豆半島の付け根西側に位置する。施行時特例市。

## 概要
駿河湾に臨む伊豆半島の付け根、愛鷹山の麓に位置する港町である。伊豆国ではなく駿河国に属していた。静岡県東部地域の中心都市であり、周辺自治体とともに沼津都市圏を形成している。
「沼津」の地名は鎌倉時代の『吾妻鏡』にみえる。江戸時代以前には狩野川のほとりに蓼（タデ）が生い茂っていたことから「蓼原」ともいわれた。
古来、東海道の陸路と海路を繋ぐ交通拠点であり、江戸時代には沼津城が築かれ東海道の宿場町（沼津宿）として栄えるなど人、物、情報の交流拠点として、この地域の政治経済や商業、文化の中心的役割を担ってきた。
気候が温暖である他、箱根、伊豆半島や富士山への観光拠点としても便利な立地条件でもあるため、保養地としても発達した。環境省が公開した富士山がある風景100選では市内6ヶ所が選定されている。明治時代から1969年にわたっては、政財界の著名人が別荘を建て、皇室も沼津御用邸を構えたために、「海の有る軽井沢」とも称された。井上靖を初めとする文人墨客所縁の地でもある。
水産業が盛んであり、アジの開きの干物、雑節の生産は市ごとの統計が廃止される2005年まで日本一の規模であった。新鮮な魚介類を求め沼津港を訪れる観光客も多い。また第一次産業では温州みかんや茶などの農産物の栽培も盛んである。
アニメ「ラブライブ!サンシャイン!!」の舞台で、聖地巡礼をするラブライブファン（ラブライバー）を呼び込むために、街を挙げてラブライブとタイアップしている。

## 地理

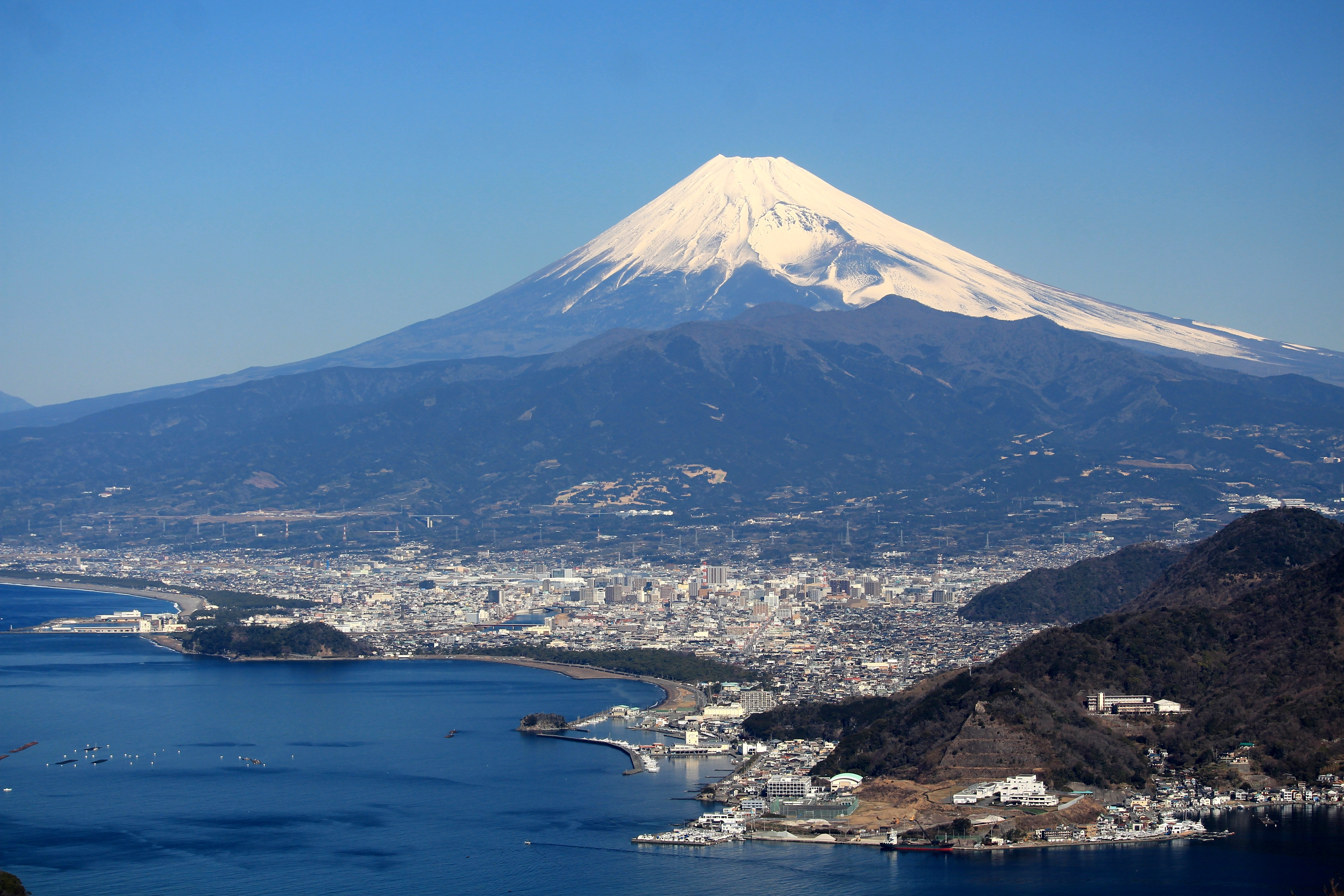
愛鷹山の南麓にある沼津市の中心市街地と富士山

市街地から程近い香貫山は市民の憩いの場となっており、駿河湾に面した千本松原には、ゆかりの作家、芹沢光治良や若山牧水らの文学碑が点在する。なお、市街地を流れる狩野川は静岡県を流れる一級河川の中で唯一北上する川である。
富士市との間には浮島沼が広がっている。静岡県最長の60kmの海岸線は砂浜からリアス式海岸まで変化に富み、それを生かしたレジャー、スポーツも盛んであり、大瀬崎は全国的に有名なダイビングスポットである。
駿河トラフ（南海トラフの北端の海溝）の東端が市の沖にあるため、深海魚のラブカやタカアシガニ等の水揚げがある。一方で、プレート境界型の地震（東海地震）の危険性が指摘されており、国・静岡県・周辺自治体とともに地震対策、特に津波対策に力が入れられている。自主防災組織の活動も活発であるほか、自治体による防災設備の拡充にも力が注がれている。

### 地形
| 山岳丘陵 - 愛鷹山(1188m) - 静浦山地 - 香貫山(193m)、横山(183m)、徳倉山(256m)、鷲頭山(392m)、大平山(356m) - 発端丈山(410m) - 金冠山(816m) - 達磨山(982m) |                                          |
| 河川水路 - 狩野川 - 狩野川放水路 - 黄瀬川 - 戸田大川 | 湖水池沼 - 浮島沼 - 門池 - 神池 - 明神池 |

地質
- 北部地域(愛鷹山とその裾野)

沼津市中心部周辺の空中写真。2010年4月25日撮影の60枚を合成作成。。

愛鷹山は、富士山と同じ成層火山だったと言われる。噴火口は須津川、大沢川の源流部、赤渕川の谷頭部と考えられており、いずれもすり鉢状の地形である。愛鷹山は火山活動で噴出し玄武岩、安山岩であり、その上は、厚さ10〜15mの火山灰で形成された愛鷹ローム層が東部から南東部まで覆っている。
- 中部地域(千本浜と平野部)

箱根火山の噴火での火山灰による堆積のほか、駿河湾、狩野川、黄瀬川などの土砂の運搬、堆積作用により、沼津の平野部や千本浜が作られたと言われる。縄文時代に黄瀬川が運んできた土砂が堆積して、平町、三枚橋、市場町、吉田町などの低地ができた。千本浜は海岸に富士川上流から運ばれてくる土砂が東に向かう潮流に乗り、原、片浜、千本浜地区に堆積して砂丘になった。この砂丘で、愛鷹山から流れて来る川がせき止められて、浮島沼ができた。
- 東部地域(香貫山とその周辺)

徳倉山の南側から鷲頭山を経て大平山に至る山麓は凝灰岩で構成されている。凝灰岩は軟らかく、耐熱性が高く、「江浦石」や「伊豆石」として江戸城の城石や石蔵として重宝されていた。そのため、沼津市東部地域に数多くの石丁場がある。凝灰岩は火山灰が海中に堆積してできた岩なので、鮫の化石も確認されている。要するに、数千年前まで海底にあったのが隆起したのを物語っている。
海岸は我入道、島郷、静浦の大久保ノ鼻まで緩やかであるが、そこから急に出入りが多くリアス式海岸のようになっており、口野は最も湾入が深い所である。
- 南部地域(三浦地区)

大瀬崎は、西浦の西端に突き出た1kmの岬があり、戸田地区の井田火山、達磨火山によってできた岬である。岬の先端には湧き水が出ている。静浦から西浦に続く海岸は発端丈火山、達磨山の裾野が陥没してできたものである。淡島も火山活動によってできた。

### 気候
静岡県は太平洋側気候の東海気候区に属している。特に沼津市は温暖な伊豆半島に接している事から、温暖で滅多に雪が降らない。房総半島や三浦半島の気候と近いと言われる。
気温
沼津市の平均気温は、16.5℃で隣接する三島市の平均気温15.3℃と比較しても高い。これは富士山の裾野や箱根山に接する地域に比較して、気温が穏やかな傾向だからである。そのため、冬は寒さが厳しい日があまりなく、夏は海洋の影響で涼しい海風が吹き、温暖に恵まれた地域である。尚、全国的に冷夏だった時期でも、比較的暖かく農産物に被害は殆どなかった。
降水量
沼津市の年間降水量は約2000mm程度で、駿河湾に面した他の地域と同等。降水量が多い時期は、5月から9月までの数ヶ月間で、12月から2月の降水量は非常に少ない。年平均日照時間が県内でも多く、1年の54%が晴れの日である。
湿度
沼津市の年間平均湿度は65%から70%程度である。降水との関係で6月から9月が高く、11月から3月までが低い。特に極端な傾向はない。
霜は11月末頃から降り始め、3月ぐらいに終わる。時折、4月に晩霜が発生し、農産物に被害を出す事もある。

### 都市情報
市章は、 カタカナの「ヌ」に千本松原の松葉を組み合わせ図案化した物である。1927年（昭和2年）制定。現存する静岡県の市町村の市章としては最古のものである。
沼津市民憲章
富士の秀峰、愛鷹山と千本松原の緑、洋々たる駿河湾、狩野川の流れ。
私たちは、この美しい自然と豊かな郷土を愛し、先人の努力を受け継ぎ、さらにすぐれた健康都市を築いて、これを次代に引きつぐ責任と誇りを感じます。
私たちは、お互いの幸せを願い、ここに市民憲章を定めた力強く実践していきます。
私たち沼津市民は
1. 緑と水と空、このかけがえのない自然を守り育て、清潔な環境をつくります。
2. すすんで心身をきたえ、健康と文化の向上につとめます。
3. 仕事に生きがいを見いだし、意欲をもって働きます。
4. 人権を尊重し、時間と規則を守ります。
5. 善意と思いやりをもって、温かい家庭と社会を育てます。

都市名の由来
承元2年（1208年）の『吾妻鏡』が沼津という地名の初出である。当時は狩野川河口が蓼の群生地であったため、「蓼原」という名もあった。この名前は居住区住所として狩野川河口地域に現存する。
名の由来は、富士山からの地下水のために沼が多かったことに関係し、同市の浮島沼界隈は今日でも水田の広がる農業地帯だが、弥生時代（3世紀）には既にこの沼地周辺で原始的な稲作が行われるようになった ほどの、水の豊富な地域である。ただ同地域は地盤が緩く、このため東海道新幹線は東海道線よりも北側の愛鷹山麓を迂回する形となった。
この地下水は季節によって水量の変化はあるものの、地下数メートルという浅いところに帯水層が存在する。現在は下水道などの発達により、目に見えて冠水することはないが、かつては水捌けが余り良くないことから、沼津駅西側のあまねガード（半地下式の駅の南北を結ぶ主要道路）が1974年（昭和49年）の七夕豪雨の際に水没したほか、1960年代頃までの当市内では地下道や窪地がしばしば冠水するなどの被害もあったという。
なお沼津の「津」は港に適したなだらかな海岸線を指しており、現在の沼津港界隈を表している。このなだらかな海岸線と狩野川河口近辺の比較的水深のある海という地形は、漁港や交通のための港として利用された。こうして沼津は人の集まるところとなり、沼津宿から駿東郡沼津町（当時の郡役所所在地）を経て、周辺地域との合併により現在の当市の姿になっていった。
和文通話表で「ヌ」を送る際、「沼津のヌ」という。

### 静岡県東部での地位

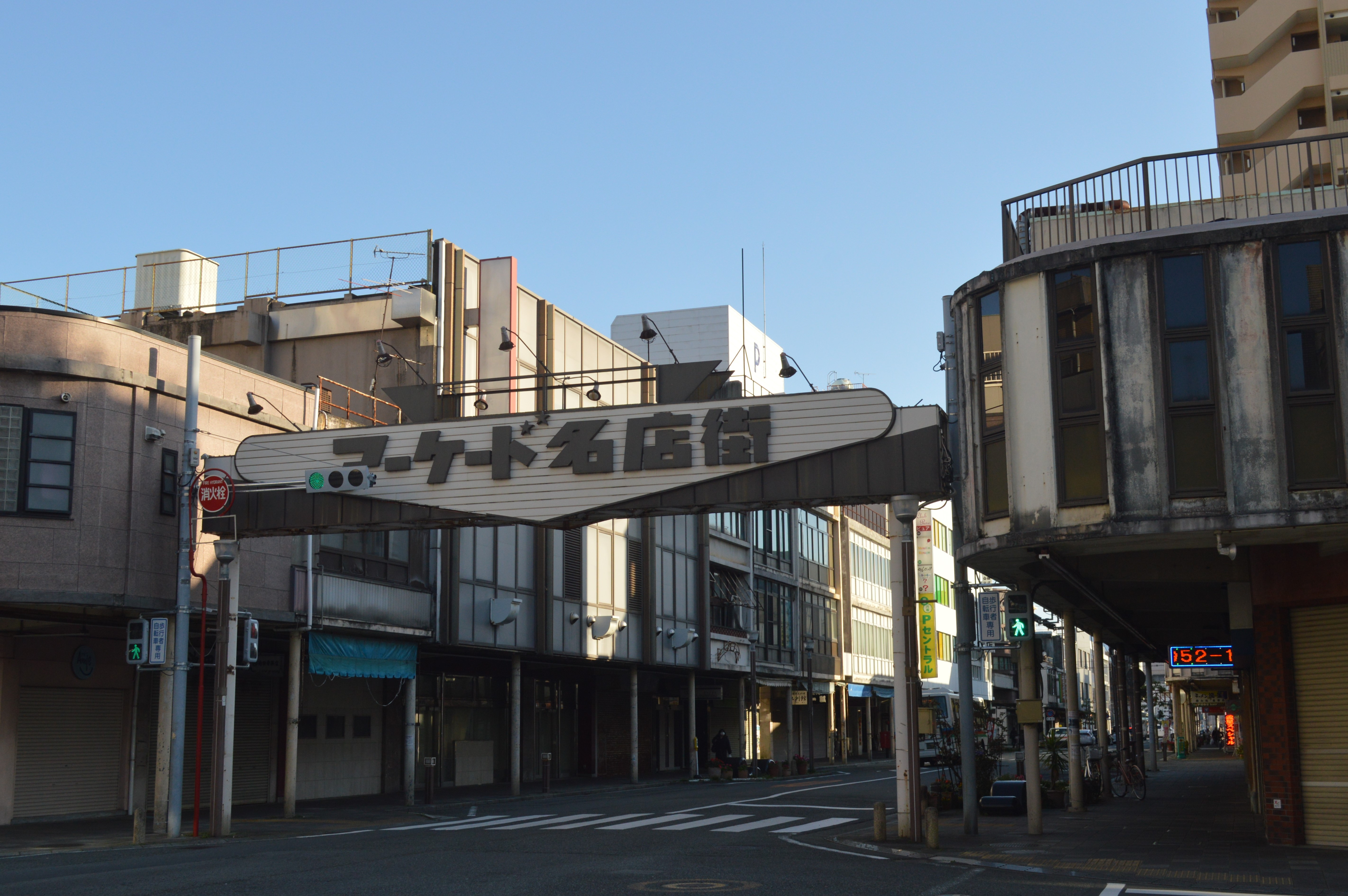
アーケード名店街

当市には静岡県東部総合庁舎が置かれるなど、静岡県は県東部の拠点都市として位置付けている。このため、全国紙の支局、郵便事業の統括支店である沼津郵便局、東京電力の支店（静岡県の富士川以東を統括）も置かれている。金融機関もスルガ銀行と静岡中央銀行の2行が本店を設置している。
沼津は旧伊豆国と旧駿河国との境目の旧駿河国側に位置するが、旧伊豆国側の三島市と市街地が連続している。また、裾野市、駿東郡清水町、長泉町とも市街地が連続し、都市圏を形成している。
鉄道では東海道線と御殿場線の分岐点であり、道路網では東名高速道路沼津ICが伊豆半島への玄関口となるなど、交通の要衝となっている。しかし、西湘バイパスが小田原箱根道路と直結するなど、競合する相模湾岸の道路の整備の結果、首都圏から当市を経由しない伊豆半島へのアクセスが増えている。また、東海道新幹線の駅は上記の通り、緩い地盤を避けるために当市内には設置されておらず、隣接する三島市（三島駅）と富士市（新富士駅）に置かれている。
中心部には、百貨店や大規模な商店街などがある。物流の上でも浮島沼辺りの国道1号沿いに倉庫街があり、地域の商業を支えている。しかし、旧来の商店街は個人経営の店が多いことや後述する人口減少にも伴い活気が往年ほどには見られず、沼津駅の南に少し離れて位置するアーケード名店街はシャッター通り化が進行している。
1876年（明治9年）8月21日の静岡県成立以降、静岡市や浜松市と並ぶ拠点都市として発展してきた。しかし、近年は人口減少が続き、富士市の人口を下回るなど、拠点性は縮小傾向にある。一方で、ららぽーと沼津をはじめとした商業施設の充実や、テレビアニメ『ラブライブ!サンシャイン!!』による町興しの影響もあり、2019年（令和元年）には37年ぶりとなる転入超過を記録した。

### 人口
| |                                        |  |
| 沼津市と全国の年齢別人口分布（2005年） | 沼津市の年齢・男女別人口分布（2005年） |  |
| ■紫色 ― 沼津市 ■緑色 ― 日本全国 | ■青色 ― 男性 ■赤色 ― 女性              |  |
| 沼津市（に相当する地域）の人口の推移 \| 1970年（昭和45年） \| 194,274人 \| \| \| 1975年（昭和50年） \| 204,438人 \| \| \| 1980年（昭和55年） \| 208,708人 \| \| \| 1985年（昭和60年） \| 215,360人 \| \| \| 1990年（平成2年） \| 216,213人 \| \| \| 1995年（平成7年） \| 216,470人 \| \| \| 2000年（平成12年） \| 211,559人 \| \| \| 2005年（平成17年） \| 208,005人 \| \| \| 2010年（平成22年） \| 202,304人 \| \| \| 2015年（平成27年） \| 195,633人 \| \| \| 2020年（令和2年） \| 189,386人 \| \| |                                        |  |
| 総務省統計局 国勢調査より |                                        |  |
| 1970年（昭和45年） | 194,274人                              |  |
| 1975年（昭和50年） | 204,438人                              |  |
| 1980年（昭和55年） | 208,708人                              |  |
| 1985年（昭和60年） | 215,360人                              |  |
| 1990年（平成2年） | 216,213人                              |  |
| 1995年（平成7年） | 216,470人                              |  |
| 2000年（平成12年） | 211,559人                              |  |
| 2005年（平成17年） | 208,005人                              |  |
| 2010年（平成22年） | 202,304人                              |  |
| 2015年（平成27年） | 195,633人                              |  |
| 2020年（令和2年） | 189,386人                              |  |

## 歴史

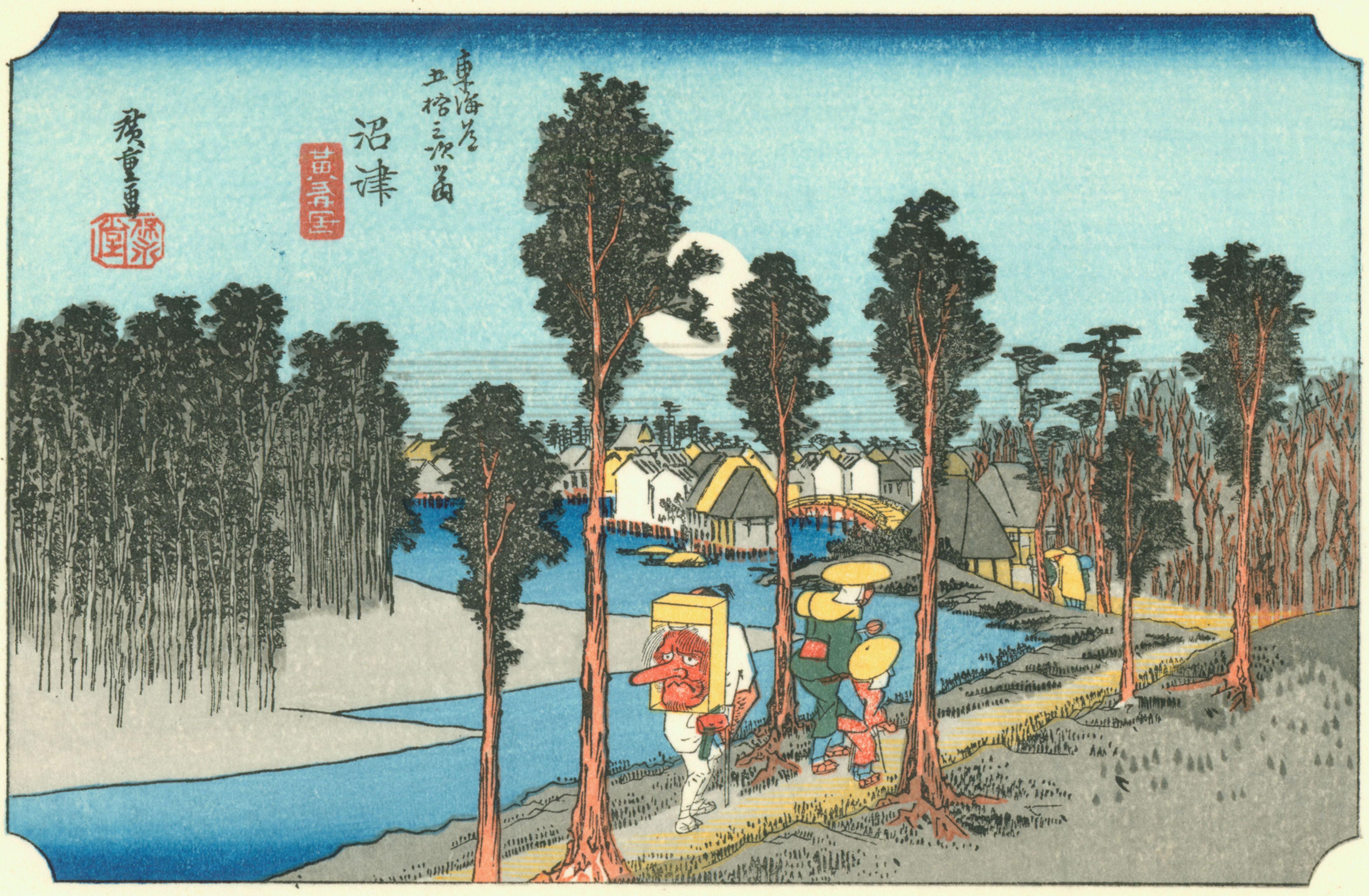
東海道五十三次「沼津」（歌川広重）

古代珠流河国発祥の地。近世には沼津藩の沼津城の城下町として、また東海道の宿場町、港町として栄えた。
7世紀以前の当市周辺は、珠流河国（するがのくに）と呼ばれており、領域は近世駿河国から廬原国（現在の県央）を除き、伊豆国を加えた範囲となる。

### 年表
古代・中世
- 7世紀：古代珠流河国と廬原国の領域と併せて駿河国が成立。
駿河国駿河郡となり、その郡衙が置かれる。この頃は駿河国の国衙も駿河郷にあった。
- 680年（天武天皇9年）：駿河国東部の二郡を分離して伊豆国を設置。国衙が安倍郡に移る。
- 1487年（長享元年）頃：伊勢新九郎盛時（北条早雲）により興国寺城が築かれる。

近世・
- 1579年（天正7年）：武田勝頼により三枚橋城が築かれる。
- 1706年（宝永3年）：大久保教寛が松長藩（相模国小田原藩の支藩）を起こし、松長村に松永陣屋が置かれた。
- 1707年（宝永4年）：富士山の宝永噴火。原村でも降灰が記録される。
- 1777年（安永6年）：水野忠友により沼津城が築かれる。
- 1854年（安政元年）：安政東海地震。ロシア軍艦「ディアナ号が津波被害」に遭い、君沢郡戸田村にて代船のヘダ号が建造される。

明治から第二次世界大戦まで
- 1869年（明治2年）旧1月：沼津兵学校が開校する。
- 1889年（明治22年）2月1日：東海道本線沼津駅開業。
- 1893年（明治26年）：皇太子嘉仁親王（のちの大正天皇）の静養のために沼津御用邸が造営される。
- 1906年（明治39年）：田方郡三島町（現・三島市）との間に駿豆電気鉄道（後の伊豆箱根鉄道軌道線・路面電車）が開通。
- 1913年（大正2年）：出口地区の浅間神社近くの天狗湯から出火し、5時間半ほどで鎮火した。町域の大半が焼失したものの、沼津駅は保線庫が焼失した他は無事だった[8][リンク切れ][出典無効]。
- 1916年（大正5年）2月2日：沼津瓦斯会社が設立[9]。
- 1923年（大正12年）
  - 7月1日：沼津市誕生。
  - 9月1日：関東大震災により被災。
- 1926年（大正15年）：沼津大火により市の中心部を焼失。
- 1945年（昭和20年）7月17日：太平洋戦争下、未明にアメリカ軍機の空襲を受け市の中心部を焼失（沼津空襲）[10]。

第二次世界大戦後
- 1946年（昭和21年）6月17日：昭和天皇の戦後巡幸。市内の片倉工業蚕種製造所、沼津警察署などを訪問[11]。
- 1963年（昭和38年）：伊豆箱根鉄道軌道線廃止。
- 1969年（昭和44年）3月31日：東名高速道路沼津IC開通。
- 1987年（昭和62年）：東芝機械が外国為替及び外国貿易法違反で摘発、日米間の政治問題に発展した（東芝機械COCOM事件）
- 1994年（平成6年）：天皇が行幸。
- 2000年（平成12年）：特例市に移行。
- 2007年（平成19年）：第39回国際技能競技大会が門池地区で開催された。

### 行政区域の変遷
- 1923年（大正12年）7月1日：駿東郡沼津町・楊原村が合併し、沼津市が発足。
- 1944年（昭和19年）4月1日：駿東郡大岡村・静浦村・片浜村・金岡村を編入。
- 1955年（昭和30年）4月1日：駿東郡愛鷹村・大平村・田方郡内浦村・西浦村を編入。
- 1968年（昭和43年）4月1日：駿東郡原町を編入。
- 2005年（平成17年）4月1日：田方郡戸田村を編入。

### 災害史
沼津市は、平野部の軟弱地域であり、地震時における地盤振動が激しく、増幅しやすい。沿岸部は液状化現象による噴砂や地盤の軟弱化が起こりやすい。津波による施設の破壊、台風による氾濫水の長期湛水の可能性がある。
- 1498年（明応7年）9月20日：明応地震 M=8.2～8.4 江梨で震度5程度と推定されている。津波も発生し、津波の高さは江梨で4～5mと推定。
- 1589年（天正17年）3月21日：天正地震 M=6.7 興国寺城・沼津城の塀など破壊し、民家も多く破損した。
- 1707年（宝永4年）10月28日：宝永地震 M=8.4 沼津・原は過半数潰家となり、道路・橋など所々大破した。沼津より東は被害はほとんどなかった。震度は原で6～7程度と推定されている。津波の高さは内浦で5.5～6m、原4mと推定されている。三津浜では、家々の床上浸水。
- 1782年（天明4年）10月28日：天明地震 M=7.0 小田原から箱根を中心として被害を生じた地震。沼津付近では2日後の25日の余震で潰家が出ている。
- 1854年（安政元年）12月23日：安政東海地震 M=8.4 震度は久料6～7、沼津6、原・香貫・三津・木負は5～6、沢田・三津は5と推定。沼津では死者11人。大岡では所々より水湧出4～5尺噴上げた。原では石鳥居・石灯・篭は悉く倒れた。津波も押し寄せ、北岸の狩野川河口や原、内浦湾南岸の津波の高さは江梨・久料・足保で2～3m、湾奥の重須・長浜・三津・多比・江ノ浦では5～7m。江梨から我入道までの集落の4割が流失。死者は最低5人以上。
- 1923年（大正12年）9月1日：関東地震 M=7.9 沼津市で1人の死者が出た。
- 1930年（昭和5年）11月26日：北伊豆地震 M=7.3 沼津市で死者1人、負傷者7人、大平で死者1人、静浦で死者1人、負傷者10人、鷹根で死者1人、負傷者21人。震度は5であった。
- 1944年（昭和19年）12月6日：東南海地震 M=7.9 被害僅少で震度4程度。津波の高さは沼津で1m、狩野川河口で1.5m、立保では海がざわざわした程度。
- 1946年（昭和21年）12月21日：南海地震 内浦で津波の高さ0.2m。
- 1976年（昭和51年）12月26日：高島町の雑居ビルに入居していたクラブ「らくらく酒場」で火災。死者15人[12]。
- 1996年（平成8年）3月7日：山梨県東部の地震 M=5.8 沼津市は黄瀬川橋付設の水道管が破裂、アパートの高架水槽の漏水があった。
- 2009年（平成21年）8月11日：駿河湾地震 M＝6.5 沼津は震度5弱 国の重要文化財である松城家住宅が揺れにより海鼠壁が剥がれ落ちた。
- 2011年（平成23年）
  - 3月11日：東日本大震災 M＝9.0 沼津は震度5弱〜4程度とされる。
  - 3月15日：静岡県東部地震 M＝6.4 沼津は震度4。

### 石油コンビナート反対運動
沼津市・三島市の石油コンビナート反対運動は、公害予防運動の最初の成功例として、後の公害予防行政や公害反対運動にも影響を与える。さらに公害対策基本法を制定するきっかけにもなった。
第一次石油コンビナート計画
沼津、三島の石油コンビナート計画は、1961年（昭和36年）2月に静岡県が「第六次静岡県総合開発計画」で、沼津、三島を含めた東駿河湾地域を重化学工業の最重点地域と位置付けた。
沼津市は、火力発電所、江浦湾の巨大タンカー接岸施設の設置が予定されていた。当初は公害問題が顕著ではなかった事もあり、漁業補償以外に特に異議はなかった。1961年（昭和36年）3月にアラビア石油を中核に、昭和電工、住友化学、東京電力が計画に参加。前後して、漁民らによる反対運動が活発化したが、同年末に補償問題に目処がついた事から沈静化。
計画では沼津市の大平、徳倉一帯をコンビナート候補として挙げていたが、地盤の問題で三島市梅名、函南町仁田になってしまった事から、沼津市として水産資源が豊富な江浦湾を犠牲にしてまでコンビナート計画をする理由を失ってしまった。その後、沼津市独自に牛臥に誘致しようとしたが立ち消えとなる。昭和37年7月に昭和電工がコンビナート計画が離脱した事で、計画全体が事実上頓挫した。
第二次石油コンビナート計画
第一次で頓挫した石油コンビナート計画だったが、関係者は東駿河湾地域でのコンビナート計画の復活を模索していた。その結果、1962年（昭和37年）5月に発表された全国総合開発計画内に東駿河湾地域は含まれていなかったものの、同年7月には閣議決定で工業整備特別地域として指定されるに至った。
静岡県は、第一次の頓挫した原因が地域間の利害関係の対立であった事から、沼津市、清水町、三島市の二市一町合併を推進。三島市がこの動きを警戒して、石油コンビナート計画復活への伏線を含んだ合併協議を牽制した。
ちょうどその頃から、三島市が全国初の「環境衛生都市宣言」をしたこと、全国各地で公害問題が顕著になり始めた事から、環境意識が高まり始めた。
1963年（昭和38年）12月の合併協議会の終了間際、静岡県が石油コンビナート計画の復活を電撃発表する。第二次石油コンビナート計画は、住友化学が中核に、富士石油、東京電力が参加し、沼津市は静浦の大久保の鼻に巨大タンカー接岸施設、牛臥山付近に火力発電所、三島のコンビナートまでのパイプラインが予定されていた。加えて、沼津市としても、1963年（昭和38年）10月に片浜愛鷹地区の工業団地計画を提案して計画を推進する立場でもあった。
しかしながら、前述の通り、既に公害問題が顕著になり始めていた事や静岡県の電撃発表に三島市が猛反発していた経緯もあり、最新の公害対策を施すとの静岡県の説明に対して、地域住民は不信感を強めるようになった。
先の三島市での環境意識の高まりもあり、電撃発表の翌日には三島市で住民による反対運動が起き始めた。沼津市としての反対運動は、牛臥山での火力発電所予定地の下香貫での大気汚染に懸念する声が高まり反対運動が始まる。1964年（昭和39年）2月には連合自治会会長が兼任する形で反対同盟が結成される。特に、御用邸を擁するほどの「天下に誇るべき住環境」を守る意識が強かったと言われる。
1964年（昭和39年）5月には、三島市の反対運動により富士石油が計画離脱。沼津市の方も火力発電所計画が白紙。ところが、先の片浜愛鷹の工業団地計画に住友化学、富士石油が石油コンビナートを設置するとの動きを見せ、片浜地区でも反対運動が活発化する。
同年9月16日に沼津市は計画撤回を表明し、更に市議会で反対決議が可決された。これにより、第二次石油コンビナート問題は完全決着した。

### 千本松原
千本松原は、沼津市中心部の南から狩野川河口まで10km程度の海岸線にある白砂青松の松原を指す。千本松原の由来は、戦国時代に武田氏と小田原北条氏との合戦で、浜の松が全部伐採されてしまった事から、農民は潮風被害に悩まされた。そこで、江戸時代に増誉長円が、お経を唱えながら松の苗を植えていき、最終的に千本程度植えた。これを知った江戸幕府は、「枝一本を折れば腕一本と引き替えにする」と厳命し、長円の松を保護した。この松が千本松原そのものであると言われている。
千本松原の東間門付近に「六代松の碑」がある。治承・寿永の乱で敗れた平家の滅亡時に、平六代が北条時政に捕らえれ、千本松原で処刑されそうなった場所。結局その時、六代を助けた文覚が後に謀反を起こした事により、連座で処刑されてしまう。その時の首を千本松原に葬った場所が「六代松」と呼ばれる。

### ディアナ号沈没
1853年、江戸幕府に開国を求めて日本に来航したロシア海軍提督のエフィム・プチャーチンは、下田において日露和親条約を締結。ところが、安政大地震に遭遇し、率いていた「ディアナ号」が損傷。結局、戸田沖に来た際に、損傷が原因で沈没してしまった。そこで、彼らが帰国するために、戸田で地元の船大工と乗組員と協力して西洋式帆船を建造、君沢形1番船「ヘダ号」を完成させて、彼らを無事帰国させる。この「ヘダ号」の技術が、後に日本の近代造船技術の発展に大きく寄与した。

### 町興し

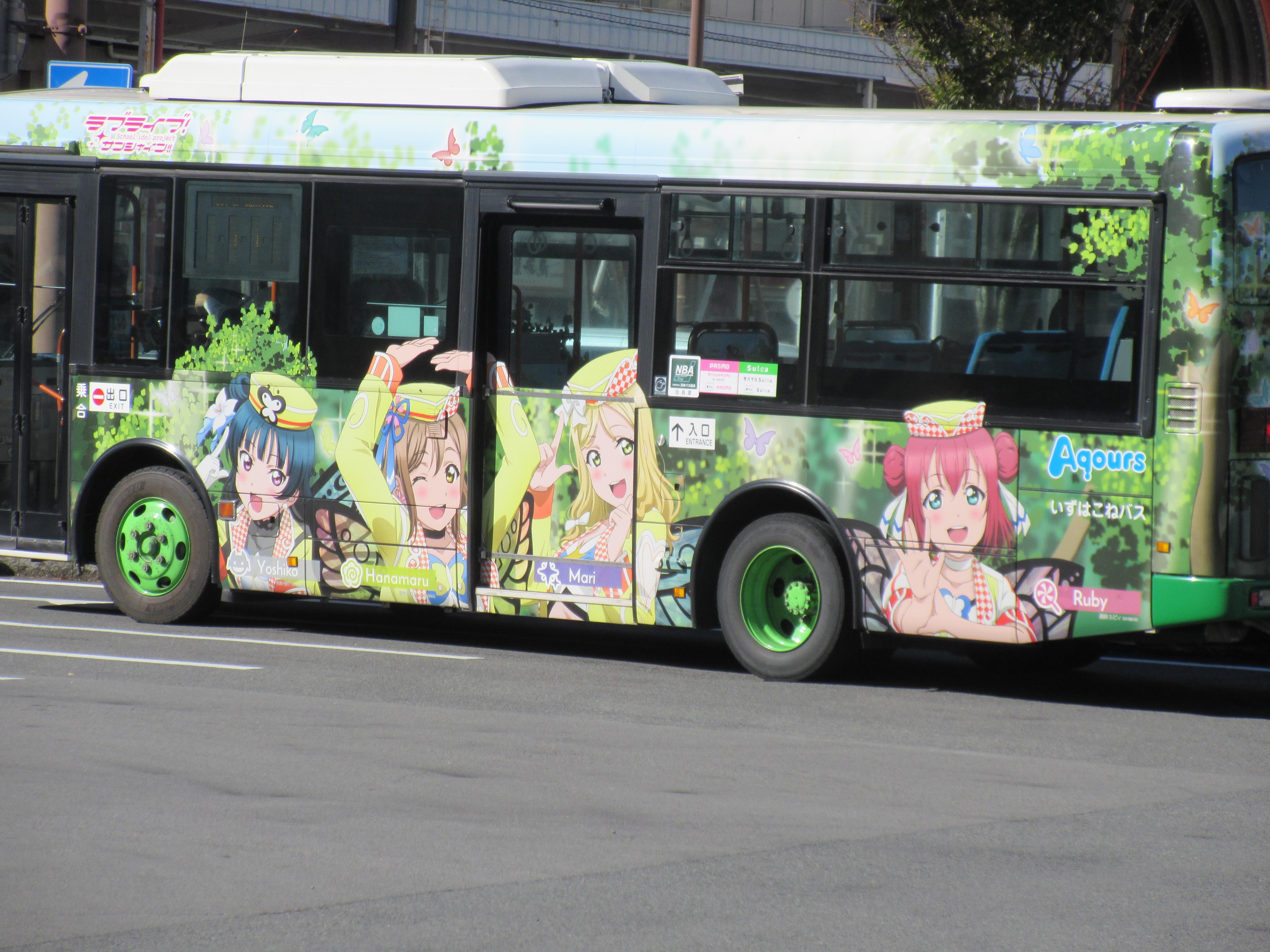
沼津駅前を走る『ラブライブ!サンシャイン!!』のラッピングバス

2018年当時市内に設置されていたラブライブ！サンシャイン!!のマンホール

2015年（平成27年）、メディアミックス作品『ラブライブ!サンシャイン!!』の舞台として当市が選ばれると、観光客が急増する現象が起きた。翌年にアニメ化すると、アニメ内では登場することがなかった沼津仲見世商店街などで広告の展開が行われ、市内全体で盛り上がりを見せるまでに至った。その経済効果は数十億円規模にもなるといわれている。
大洗町と並んでとアニメ化で町興しに成功した例として様々なメディアで取り上げられるようになった。その一方で、キャラクターが通う高校のモデルとなった中学校に不法侵入、キャラクターのイラスト入りマンホールの盗難という事例も起きている。
アニメ化以降、安田屋旅館では宿泊客が激増、のっぽパン、JAなんすんは当作品とコラボしたことにより売上が急増するなど市の経済全体に様々な影響をもたらした。

### 治安・風紀の維持
2019年（令和元年）8月1日、静岡県は暴力団排除条例を改正し、上士町、大手町一丁目、同二丁目、同三丁目、同四丁目、同五丁目、添地町、高島町、町方町を暴力団排除特別強化地域に指定。指定された町内では暴力団員との間でみかじめ料や利益供与のやりとりが禁止された。条例には両罰規定を設けられており、違反者は供与した側であっても懲役1年以下または罰金50万円以下の罰則が科されることとなった。

## 行政

### 市長
- 頼重秀一 （2018年4月29日就任、2期目）

| 代           | 氏名         | 就任日                     | 退任日                     | 備考                                                         |
| 官選沼津市長 | 官選沼津市長 | 官選沼津市長               | 官選沼津市長               | 官選沼津市長                                                 |
| ------------ | ------------ | -------------------------- | -------------------------- | ------------------------------------------------------------ |
| 1            | 和田伝太郎   | 1923年（大正12年）11月16日 | 1925年（大正14年）12月11日 |                                                              |
| 2            | 大場藤五郎   | 1926年（大正15年）2月25日  | 1927年（昭和2年）3月4日    |                                                              |
| 3            | 森田泰次郎   | 1927年（昭和2年）3月10日   | 1930年（昭和5年）11月22日  |                                                              |
| 4            | 和田伝太郎   | 1930年（昭和5年）12月20日  | 1933年（昭和8年）7月7日    |                                                              |
| 5            | 小山田正直   | 1933年（昭和8年）10月18日  | 1935年（昭和10年）7月27日  |                                                              |
| 6            | 森田泰次郎   | 1936年（昭和11年）1月30日  | 1940年（昭和15年）1月29日  |                                                              |
| 7            | 名取栄一     | 1940年（昭和15年）2月9日   | 1941年（昭和16年）11月25日 |                                                              |
| 8            | 小川三郎     | 1941年（昭和16年）12月24日 | 1942年（昭和17年）12月16日 |                                                              |
| 9            | 芝辻一郎     | 1943年（昭和18年）1月16日  | 1945年（昭和20年）10月11日 |                                                              |
| 10           | 勝亦千城     | 1945年（昭和20年）11月23日 | 1946年（昭和21年）11月22日 |                                                              |
| 公選沼津市長 |              |                            |                            |                                                              |
| 11           | 山本立太郎   | 1947年（昭和22年）4月5日   | 1947年（昭和22年）6月20日  |                                                              |
| 12           | 長倉宜一     | 1947年（昭和22年）7月11日  | 1949年（昭和24年）7月5日   |                                                              |
| 13           | 塩谷六太郎   | 1949年（昭和24年）7月21日  | 1953年（昭和28年）7月20日  |                                                              |
| 14           | 高木恵太郎   | 1953年（昭和28年）7月21日  | 1957年（昭和32年）7月20日  |                                                              |
| 15 - 17      | 塩谷六太郎   | 1957年（昭和32年）7月21日  | 1969年（昭和44年）7月20日  |                                                              |
| 18           | 原精一       | 1969年（昭和44年）7月21日  | 1973年（昭和48年）7月20日  |                                                              |
| 19 - 20      | 井手敏彦     | 1973年（昭和48年）7月21日  | 1978年（昭和53年）8月31日  | 沼津初の革新市政。2期5年目、汚職事件の責任を取って引責辞任。 |
| 21 - 22      | 庄司辰雄     | 1978年（昭和53年）9月23日  | 1986年（昭和61年）9月22日  |                                                              |
| 23           | 渡辺朗       | 1986年（昭和61年）9月23日  | 1990年（平成2年）9月22日   |                                                              |
| 24 - 25      | 桜田光雄     | 1990年（平成2年）9月23日   | 1996年（平成8年）9月30日   |                                                              |
| 26 - 28      | 斎藤衛       | 1996年（平成8年）11月10日  | 2008年（平成20年）11月9日  |                                                              |
| 29 - 30      | 栗原裕康     | 2008年（平成20年）11月10日 | 2016年（平成28年）11月9日  |                                                              |
| 31           | 大沼明穂     | 2016年（平成28年）11月10日 | 2018年（平成30年）3月21日  | 在任中に死去                                                 |
| 32 - 33      | 頼重秀一     | 2018年（平成30年）4月29日  | 現職                       |                                                              |

### 姉妹都市・提携都市

#### 日本国外
姉妹都市
- カラマズー市（アメリカ合衆国ミシガン州）
  - 1963年（昭和38年）7月1日 姉妹都市提携

提携都市
- 岳陽市（中華人民共和国湖南省）
  - 1985年（昭和60年）4月5日 友好都市提携

#### 日本国内
姉妹都市
- 原村（長野県）
  - 1974年（昭和49年）5月2日 姉妹都市提携
- 戸田市（埼玉県）
  - 1993年（平成5年） 旧田方郡戸田村と姉妹都市提携

### 国家機関
- 裁判所
  - 静岡地方裁判所 沼津支部
- 法務省
  - 静岡地方検察庁 沼津支部
  - 静岡地方法務局 沼津支部
  - 静岡保護観察所 沼津駐在官事務所
- 財務省
  - 沼津税務署
- 国土交通省
  - 沼津河川国道事務所
- 防衛省
  - 沼津海浜訓練場（在日米軍が使用）[19]
- 静岡県
  - 東部県民生活センター
  - 静岡県警察 沼津警察署

### 軍事
市内で以下の施設が稼働している。
- 在日米軍沼津今沢海浜訓練場(沼津今沢基地) - 千本浜今沢海岸にある LCACやAAV-7を使用した強襲揚陸演習ができる日本本土で唯一訓練施設。自衛隊も訓練で利用している。
- 防衛装備庁艦艇装備研究所探知技術研究部大瀬実験所 - 駿河湾特有の変化に富んだ地形を利用して、海中音響センサーの基礎研究や各種性能確認している大瀬崎にある実験施設。

### 政令指定都市構想
当市、三島市、御殿場市、裾野市、伊豆の国市、田方郡函南町、駿東郡清水町、長泉町、小山町の5市4町で組織する「東部広域都市づくり研究会」が、大規模合併による政令指定都市への移行を目指していたが、意見がまとまらず2008年（平成20年）2月に解散した。構想の経緯や解散後については静岡県東部政令指定都市構想を参照。

## 議会

### 県議会
- 選挙区：沼津市選挙区
- 定数：4人
- 任期：2019年4月30日 - 2023年4月29日

| 議員名   | 会派名               | 備考                 |
| -------- | -------------------- | -------------------- |
| 杉山盛雄 | 自民改革会議         |                      |
| 蓮池章平 | 公明党静岡県議団     |                      |
| 加藤元章 | 自民改革会議         |                      |
| 曳田卓   | ふじのくに県民クラブ | 所属党派は国民民主党 |

### 衆議院
- 選挙区：静岡県第6区（沼津市、熱海市、伊東市、下田市、伊豆市、伊豆の国市（旧韮山町、大仁町）、賀茂郡、駿東郡（長泉町、清水町））
- 任期：2021年10月31日 - 2025年10月30日
- 投票日：2021年10月31日
- 当日有権者数：425,131人
- 投票率：53.77％

| 当落 | 候補者名 | 年齢 | 所属党派     | 新旧別 | 得票数    | 重複 |
| ---- | -------- | ---- | ------------ | ------ | --------- | ---- |
| 当   | 勝俣孝明 | 45   | 自由民主党   | 前     | 104,178票 | ○    |
| 比当 | 渡辺周   | 59   | 立憲民主党   | 前     | 99,758票  | ○    |
|      | 山下洸棋 | 30   | 日本維新の会 | 新     | 22,086票  | ○    |

## 地区
沼津市域の地域区分は資料によって揺れがある。明治22年施行の町村制による区分では13（駿東郡9、田方郡4）、現在の統計における地域区分は16、中学校区に基づいた区分は18 などとなっている。以下では町村制と統計に合わせた地域区分を示す。
- 浮島（うきしま）地区 - 旧・駿東郡浮島村
  - 西野（にしの） - 愛鷹山の南西山麓
  - 石川（いしかわ） - 旧石川村
  - 平沼（ひらぬま） - 旧平沼村
  - 井出（いで） - 旧井出村
  - 根古屋（ねごや） - 旧根古屋村
- 原（はら）地区 - 旧・駿東郡原町
  - 植田（うえだ） - 旧植田新田
  - 桃里（ももざと） - 旧助兵衛新田
  - 一本松（いっぽんまつ） - 旧一本松新田
  - 原（はら）・原町中（はらまちなか） - 旧原宿
    - 西添町（にしぞえちょう）

  - 大塚（おおつか） - 旧大塚町
- 愛鷹（あしたか）地区 - 旧・駿東郡愛鷹村
  - 宮本（みやもと） - 愛鷹山の南山麓
  - 青野（おおの） - 旧青野村
  - 柳沢（やなぎさわ） - 旧柳沢村
  - 鳥谷（とや） - 旧鳥谷村
  - 東原（ひがしばら） - 旧東原村
  - 西椎路（にししいじ） - 旧西椎路村
  - 東椎路（ひがししいじ） - 旧東椎路村
- 片浜（かたはま）地区 - 旧・駿東郡片浜村
  - 北今沢（きたいまざわ）
  - 今沢（いまざわ） - 旧今沢村
  - 松長（まつなが） - 旧松長村
  - 大諏訪（おおずわ） - 旧大諏訪村
  - 小諏訪（こずわ） - 旧小諏訪村
  - 西間門（にしまかど） - 旧西間門村
  - 東間門（ひがしまかど） - 旧東間門村
- 金岡（かなおか）地区 - 旧・駿東郡金岡村
  - 足高（あしたか） - 愛鷹山の南東山麓
  - 西沢田（にしさわだ） - 旧西沢田村
  - 中沢田（なかさわだ） - 旧中沢田村
  - 東沢田（ひがしさわだ） - 旧東沢田村
  - 西熊堂（にしくまんどう） - 旧西熊堂村
  - 東熊堂（ひがしくまんどう） - 旧東熊堂村
  - 岡宮（おかのみや） - 旧岡宮村
  - 岡一色（おかいっしき） - 旧岡一色村
  - その他 - 新沢田町、若葉町、沢田町、高尾台、高砂町、豊町、駿河台、松沢町、江原町、筒井町、神田町、柳町、共栄町、花園町、北園町、宮前町、緑ヶ丘、小林台
- 大岡（おおおか）地区 - 旧・駿東郡大岡村
- 沼津市街地（狭義） - 旧・駿東郡沼津町
  - 第五地区 - 駅以北中心
    - 泉町、庄栄町、山王台、三枚橋町、杉崎町、新宿町、平町、三枚橋荒田、日の出町、富士見町、三芳町、米山町、五月町、北高島町、高島町、高沢町、高島本町、双葉町、本田町、寿町、沼北町

  - 第一地区 - 狩野川以西の北部（駅以南・国道414号以西）
    - 大手町、上土町、町方町、上本通町、添地町、西条町、丸子町、八幡町、末広町、真砂町、白銀町、錦町

  - 第二地区 - 狩野川以西の南部
    - 通横町、大門町、本町、下本町、東宮後町、浅間町、下小路町、出口町、魚町、仲町、鵰町、宮町、新町、下河原町、市道町、間門、松下町、千本緑町、千本常盤町、幸町、千本中町、千本東町、千本西町、千本港町、蛇松町、蓼原町、旭町、下一丁田、松下七反田
- 香貫（かぬき）地区 - 旧・駿東郡楊原村
  - 第四地区 - 狩野川以東の北部。旧上香貫(かみかぬき)村。
    - 市場町、吉田町、西島町、御幸町、住吉町、三園町、玉江町、黒瀬町、本郷町、南本郷町、中原町、中瀬町、山ヶ下町、上香貫、上香貫東本郷町、上香貫天神洞、上香貫宮原町、上香貫二瀬川町、上香貫獅子路、上香貫一ノ洞、上香貫二ノ洞、上香貫三ノ洞、上香貫長洞、上香貫九十九洞、上香貫坂口、上香貫鉛山、上香貫仰天峰、上香貫東坂、上香貫手城山、上香貫八重、上香貫槙島町、上香貫三貫地、上香貫蔓陀ケ原

  - 第三地区 - 狩野川以東の南部。旧下香貫(しもかぬき)村、旧我入道(がにゅうどう)村。
    - 下香貫宮脇、下香貫宮原、下香貫外原、下香貫八重、香貫が丘、下香貫楊原、下香貫八重原、下香貫給田、下香貫上障子、下香貫下障子、下香貫馬場(ばんば)、下香貫西村、下香貫上ノ原、下香貫前角、下香貫木ノ宮、下香貫六反、下香貫矢丸、下香貫石原、下香貫七面(しちめん)、下香貫猪沼、下香貫林ノ下、下香貫塩満(しおみち)、下香貫藤井原、下香貫樋ノ口、下香貫前原、善太夫西原、下香貫善太夫、下香貫塩場(しょば)、下香貫浜田、下香貫山宮前、下香貫牛臥、下香貫柿原、下香貫汐入、下香貫清水、下香貫塚田、下香貫大久保、下香貫島郷
    - 我入道江川、我入道東町、我入道津島町、我入道外新田、我入道浜方、我入道浜町、我入道南条寺、我入道一本松町、我入道稲荷町、我入道秋葉町、我入道八間割、我入道林町、我入道蔓陀ケ原
- 大平（おおひら）地区 - 旧・駿東郡大平村
- 三の浦（さんのうら）[23]
  - 静浦（しずうら）地区 - 旧・駿東郡静浦村
    - 志下（しげ） - 旧志下村
    - 馬込（まごめ） - 旧馬込村
    - 獅子浜（ししはま） - 旧獅子浜村
    - 江浦（えのうら） - 旧江浦村
    - 多比（たび） - 旧多比村
    - 口野（くちの） - 旧口野村

  - 内浦（うちうら）地区 - 旧・田方郡内浦村
    - 内浦重寺（うちうら-しげでら） - 旧重寺村
    - 内浦小海（うちうら-こうみ） - 旧小海村
    - 内浦三津（うちうら-みと） - 旧三津村
    - 内浦長浜（うちうら-ながはま） - 旧長浜村
    - 内浦重須（うちうら-おもす） - 旧重須村

  - 西浦（にしうら）地区 - 旧・田方郡西浦村
    - 西浦木負（にしうら-きしょう） - 旧木負村
    - 西浦河内（にしうら-こうち） - 旧河内村
    - 西浦久連（にしうら-くづら） - 旧久連村
    - 西浦平沢（にしうら-ひらさわ） - 旧平沢村
    - 西浦立保（にしうら-たちぼ） - 旧立保村
    - 西浦古宇（にしうら-こう） - 旧古宇村
    - 西浦足保（にしうら-あしぼ） - 旧足保村
    - 西浦久料（にしうら-くりょう） - 旧久料村
    - 西浦江梨（にしうら-えなし） - 旧江梨村
- 戸田（へだ）地区 - 旧・田方郡戸田村
  - 井田（いた） - 旧井田村
  - 戸田 - 旧戸田村（狭義）

## 施設
- 沼津市総合体育館（香陵アリーナ）
- プラサ ヴェルデ（ふじのくに千本松フォーラム）
- 沼津市立図書館
  - 沼津市立戸田図書館
- 沼津市戸田造船郷土資料博物館・駿河湾深海生物館
- 沼津市明治史料館
- 沼津市歴史民俗資料館

## 経済
当市の産業はバランスがよく不況に強い構造となっている。
- 産業大分類別就業者比率:第一次産業3.1%、第二次産業31.5%、第三次産業65.0%

### 第一次産業
農業
温暖な気候と変化に富んだ地形を生かして、多彩な農産物が生産されている。
当市の農地は三つに大別することができる。
- 北部 - 愛鷹山の裾野に広がる丘陵地帯で、茶畑や畑作が中心である。
- 中央部 - 中央部に広がる平地部で、浮島地区の泥炭地及び狩野川による沖積地を利用した稲作が盛んである。
- 南部 - 静浦・内浦・西浦地区が該当し、丘陵地帯を利用した温州みかんの生産が盛んである。
- 主な農産物
  - 温州みかん - 当市の主力農産物。高級みかん「寿太郎温州」は当市で開発されたものである。
  - 茶 - 皇室献上茶に二度選ばれ、品評会で好成績を収めるなど「ぬまづ茶」ブランドを確立している[25]。
  - プチヴェール - 静岡県磐田市で開発された品種で、当市への定着が目指されている。
  - あしたか牛 - 愛鷹山山麓で一定の条件の下で育てられた高級食肉牛。ブランド化が目指されている。
  - 米、ホウレンソウ、生乳など。

水産業
水産業が盛んで、焼津市を抜き静岡県下最大の規模を誇る。変化に富む長い海岸線を持ち複数の漁港を有するなど、予てから当市では漁業が盛んに行われていたが、2005年（平成17年）に漁村であった田方郡戸田村を編入したため、静岡県内でも有数の漁獲高を誇る港町となった。また、沼津港周辺には水産加工業者が集積している。
漁業
イワシ、サバを中心とする漁船漁業やマダイ、マアジ、ハマチ等の養殖・栽培漁業など沿岸漁業を主体とする多様な漁業が営まれている。特に、サバ類の漁獲量は静岡県全体のおよそ80%、マダイ、ハマチの海面養殖漁業に至ってはほぼ100%のシェアを占めている。また、戸田漁港は遠洋漁業の基地になっている他、戸田沖には駿河湾海溝があるため、タカアシガニやアオメエソなど高値で取引される珍しい深海魚等の水産物が漁獲される。
- 主な水産物
  - サバ
  - アジ
  - タチウオ
  - マダイ
  - ハマチ
  - タカアシガニ：当市南部の戸田は、タカアシガニと関係が深いことで有名である。

戸田漁港には多くのタカアシガニが水揚げされる。戸田沖にはタカアシガニが生息しやすいといわれる駿河湾海溝があり、大正時代に既にに戸田港に大量に水揚げされていたとされる。かつて、どの市場でも見向きもされていなかったタカアシガニを、初めて食用として出したのが戸田の旅館であると言われている[27]。また、タカアシガニの甲羅が人面に似ているため、戸田ではこの甲羅に色を塗り「タカアシガニの魔除けの面」として軒先に吊るす風習がある。この風習の起源は江戸時代とも言われているが、現在でも戸田の民家の軒先で見ることができる他、観光客が戸田の商店等で買うこともできる。
  - トウジン（地元ではゲホウとも）
  - アオメエソ（地元では「めひかり」「とろぼっち」とも）など

水産加工業
沼津市は「干物の町」と言ってもいいほど、とても干物の生産が盛んである。沼津港周辺では干物や「雑節」を中心とした多様な水産加工業が形成されており、全国でも有数の水産加工品の産地としての「沼津産」ブランドを築いている。
- 沼津のひもの

当市のアジの干物生産量は、市ごとの統計調査が廃止される平成17年度まで全国の約半分を占め、日本一であった。
沼津のひものの歴史は江戸時代まで遡り、当時は駿河湾で取れる新鮮な魚介類を家庭で保存するための手段として発達したと言われている。明治時代には売買される水産加工品となり、大正時代には他地域に出荷され産業に変化していった。現在では「沼津産ひもの」として全国に出荷されている。
富士山の良質で豊富な湧水や強い浜風、沼津の温暖な気候などの環境と、巨大マーケットである首都圏に近いという地理的条件が産業としての「沼津のひもの」を成功に導いたと言われている。
- 雑節の生産量は市ごとの統計調査が廃止される平成17年度まで全国の約1/3を占め、日本一であった。

### 第二次産業
工業
戦後まもなく大手電気機械メーカーが多数進出し、当市の産業の核になると共に地域の中小企業との調和の取れた集積により、当市の発展に少なくない影響を与えた。首都圏の100km圏内である事や、沼津ICや国道1号などの有利な条件の下で順調な発展を遂げてきたが、近年ではフジクラ沼津事業所の縮小、ジヤトコ沼津工場の撤退や新規事業所進出の減少など停滞がみられる。
静岡県の進めるファルマバレープロジャクトや、技能五輪国際大会の当市開催を契機にしたものづくりの振興など、地域の工業の活性化と当市の工業の更なる発展が目指されている。

### 第三次産業

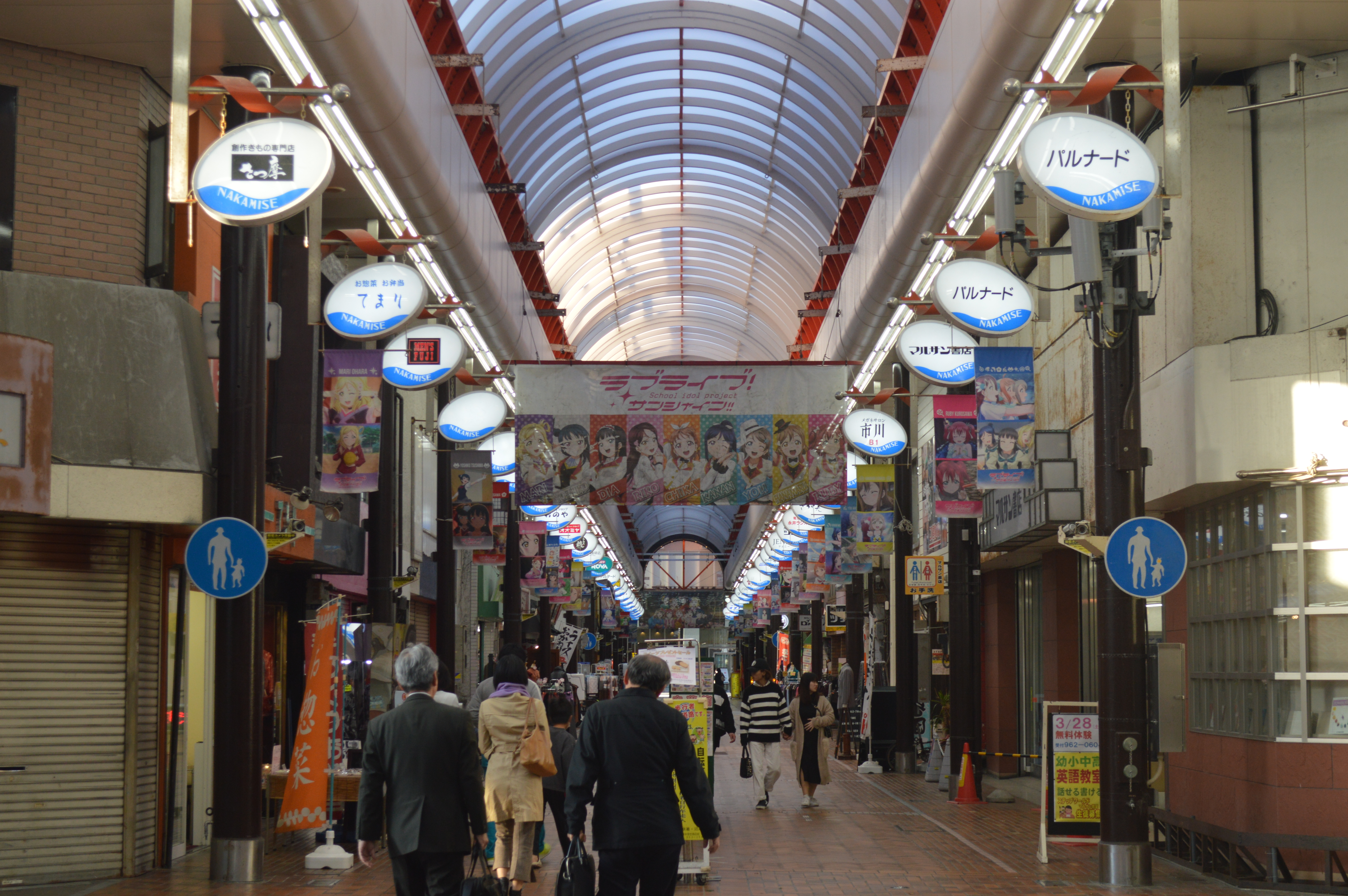
沼津仲見世商店街

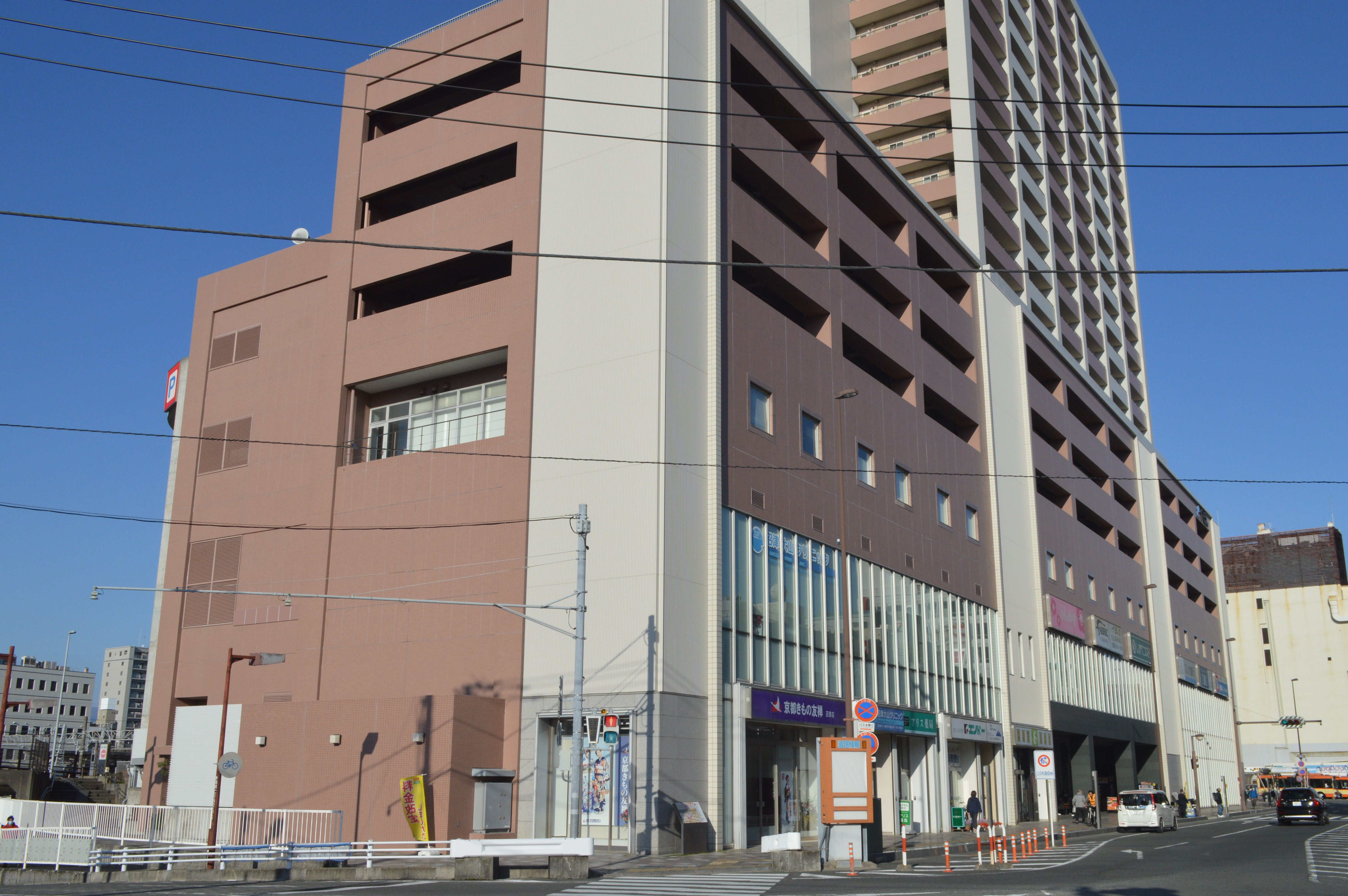
沼津駅前のイーラde

当市は商圏人口100万人の沼津商圏を擁しており、静岡県東部地域の商業の中心地となっている。特に沼津駅前には商店街、百貨店やアミューズメント施設が集積しており、静岡県東部随一の繁華街となっている。しかしながら、長崎屋、丸井、西武百貨店沼津店、富士急百貨店などの大型店の相次ぐ撤退、ららぽーと沼津の進出など近年の郊外化の影響などにより当市においても中心市街地の空洞化が進行して往年の活気が無い状態が続いている。
中心市街地の店舗は撤退、閉店が相次ぐ一方で郊外店は増加するという悪循環に陥っている。この状況を打開するために、市は沼津駅の高架化を中心とする沼津駅周辺総合整備事業を掲げているが、駅の高架化に先駆けて完成した再開発ビルイーラdeやBiVi沼津は集客や周辺への波及効果などの点において、目的を完全には達成できていない。
主な商店街
- 沼津仲見世商店街・新仲見世商店街
- ぬまづみなと商店街

大規模商業施設
| 沼津駅周辺 - 産業振興プラザ - 沼津ステーションビルアントレ - イーラde - BiVi沼津 | 沼津市街 - ピアゴ香貫店 - 西友沼津店（2004年4月7日開店 ） - フェスタノジマショッピングセンター（ノジマを核としたミニSC） - 沼津カタクラパーク（マックスバリュを核としたミニSC） - ジャンボエンチョー沼津店 - ドン・キホーテ - エスポット沼津店 - スポーツデポ・GOLF5 - マックスバリュ沼津南店 - マックスバリュ香貫店 | 郊外店 - カインズホーム沼津店 - 西友楽市沼津松長店（2000年8月25日開店） - フィットハウス沼津店 - マックスバリュ沼津沼北店 - ららぽーと沼津 |

観光客の誘致にも力を入れており、ポニーキャニオンの東京本社内にPR拠点を2019年に開設した。

### 金融業

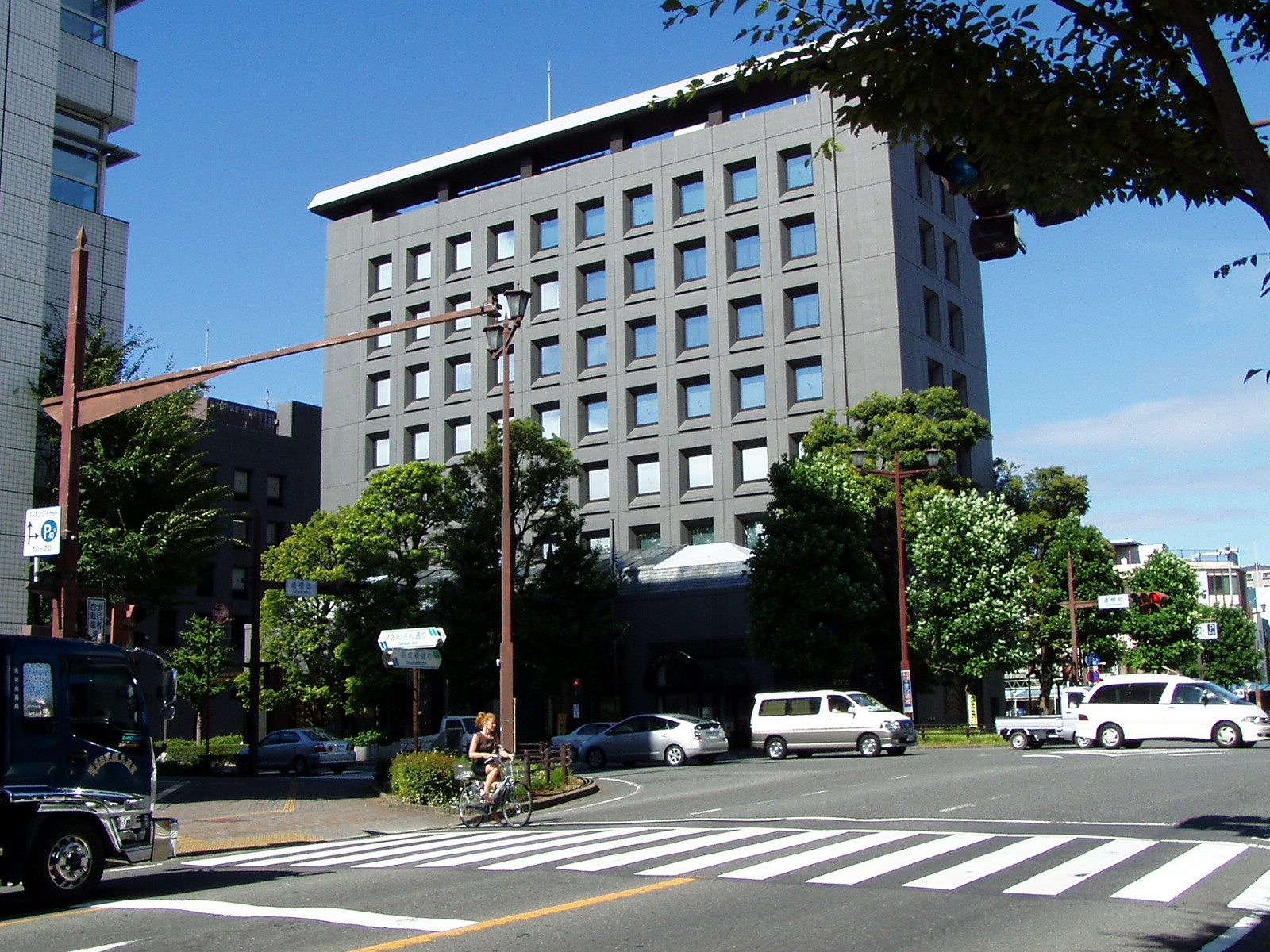
スルガ銀行本店

当市内に営業拠点を置く金融機関・証券会社等。なお、スルガ銀行、静岡中央銀行は沼津市を本店としている。

#### 金融機関
| - 三菱UFJ銀行 - 三井住友銀行（法人営業部のみ） - スルガ銀行 - 静岡銀行 - 清水銀行 - 静岡中央銀行 | - 三井住友信託銀行 - ゆうちょ銀行 - 日本政策金融公庫 - 商工組合中央金庫 - 沼津信用金庫 - 三島信用金庫 | - 静岡県労働金庫 - 東日本信用漁業協同組合連合会 - 静岡県信用農業協同組合連合会 - 富士伊豆農業協同組合 |

#### 証券会社
| - 野村証券 - みずほ証券 - SMBC日興証券 | - 岡三証券 - 静銀ティーエム証券 - 証券ジャパン | - 大和証券 - 藍澤證券 - 静岡東海証券 |

### 本社や拠点を置く主な企業

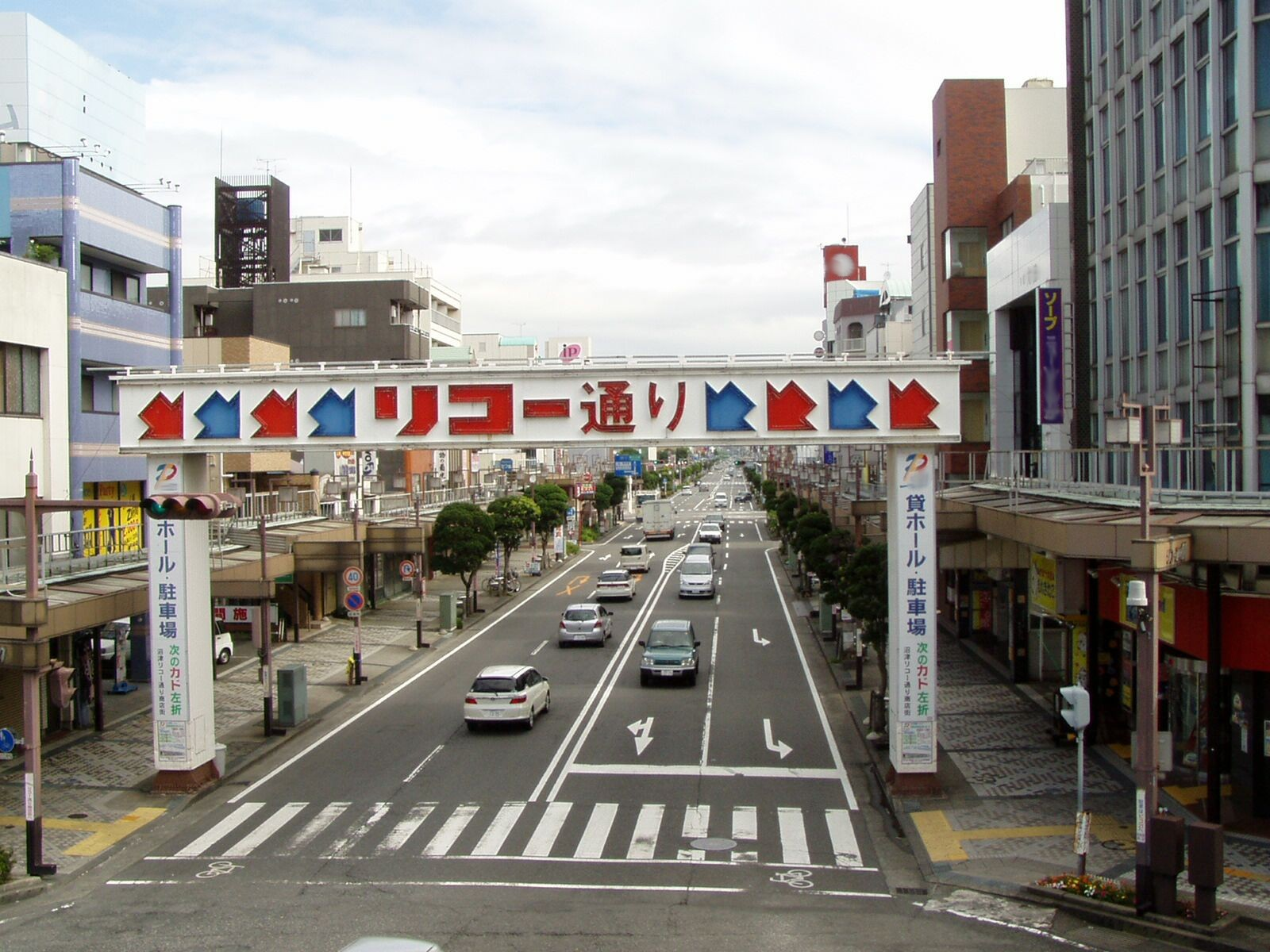
沼津駅北口のリコー通り

本社
- スルガ銀行本店
- 静岡中央銀行本店
- 沼津信用金庫本店
- キャンバス 本社ｰ創薬バイオベンチャー。グロース市場上場。
- ゴトー本社 - メガフランチャイジー
- エヌビーエス - のっぽパンなど、パンの製造。
- フーディアム・インターナショナル本社
- ZOA本社
- 富士急シティバス本社
- マーレエレクトリックドライブズジャパン本社 - 旧「国産電機株式会社」。電装品、モーターメーカー。
- 芝浦機械本社（登記上の本店は東京都千代田区）- 国内工作機械大手メーカー。東芝機械ココム違反事件で国際問題に発展した。
- 平成建設本社
- マキタ沼津（旧富士ロビン）本社
- 桃中軒本社 - 駅弁等の製造・販売
- 米久本社 - 伊藤ハム米久ホールディングスの傘下になった。
- アルファ本社 - ヒートシンク製造。
- 静岡沖電気工業本社
- アンゼンフーズ本社 - 華点心類・肉加工品の冷凍食品製造。
- 北越東洋ファイバー本社 - バルカナイズドファイバー製造。
- トッパン・エレクトロニクス富士本社
- 三幸興業本社 - 人材派遣。
- トーヨーアサノ 本社 - 太平洋セメントグループ。コンクリートパイル製造等。本社機能は東京。
- オートベル本社 - 中古車買取・販売店を静岡県内に展開。
- イカイ本社 - 構内請負、人材派遣、ソフトウェア設計、広告代理、製造、運送事業等。
- エイテック本社 - 釣具の開発・製造・輸入。アルファタックル、オクマなどのブランドを展開。
- アスルクラロスルガ - サッカークラブの運営。
- 沼津第一交通 本社、主にタクシー事業を展開。また、第一交通産業グループの一部。
- ベルタクシー本社、主に沼津、三島市内を拠点にタクシー事業を展開。

拠点
- リコー沼津事業所 - 北および南プラントの計2ヶ所がある。主に複写機用トナーを扱う拠点。
- 明電舎沼津事業所 - 同社の主力工場。制御装置・電子装置の生産拠点。
- 富士通沼津工場 - スーパーコンピューターの開発拠点の一つ。「富岳」のソフトウェア開発とシステム評価を担当。
- 沖電気工業社会システム工場 - 同社の基幹工場の一つ。情報通信システムの研究・開発の拠点。市内に、OKIコムエコーズがある。
- 東芝ライテック沼津事業所
- エヌ・イー ケムキャット沼津事業所 - 化学製品製造。
- 東レエンジニアリング沼津工場
- 東レメディカル静岡工場
- 日本AEパワーシステムズ沼津事業所 - 送変電・受変電などの開発、設計など。
- TOPPANクロレ沼津工場
- IHI運搬機械沼津工場
- フジクラ沼津事業所
- 大昭和紙工産業静岡機能材料工場 沼津事業所
- 関電工静岡支店
- 矢崎電線沼津工場
- 東京電力沼津支店
- 東海バス沼津営業所
- 伊豆箱根バス沼津駅前営業所(本社:三島)
- 三島合同タクシー沼津配車センター
- 伊豆箱根タクシー (伊豆箱根交通)沼津営業所

## マスメディア

### 新聞社
ローカル紙
- 沼津新聞
- 沼津朝日新聞

県紙・ブロック紙
- 静岡新聞 東部総局
- 中日新聞（東京新聞） 沼津支局

全国紙
- 読売新聞 沼津支局
- 朝日新聞 沼津支局
- 毎日新聞 沼津支局

### 放送局
- COAST-FM（エフエムぬまづ）(76.7 MHz)
- TOKAIコミュニケーションズ（旧ビック東海）（CATV放送事業本部、CATV放送・通信センター）
- NHK静岡放送局 東部支局
- 静岡放送 東部総局
- テレビ静岡 沼津支社
- 静岡朝日テレビ 沼津支社
- 静岡第一テレビ 沼津支局

## 教育

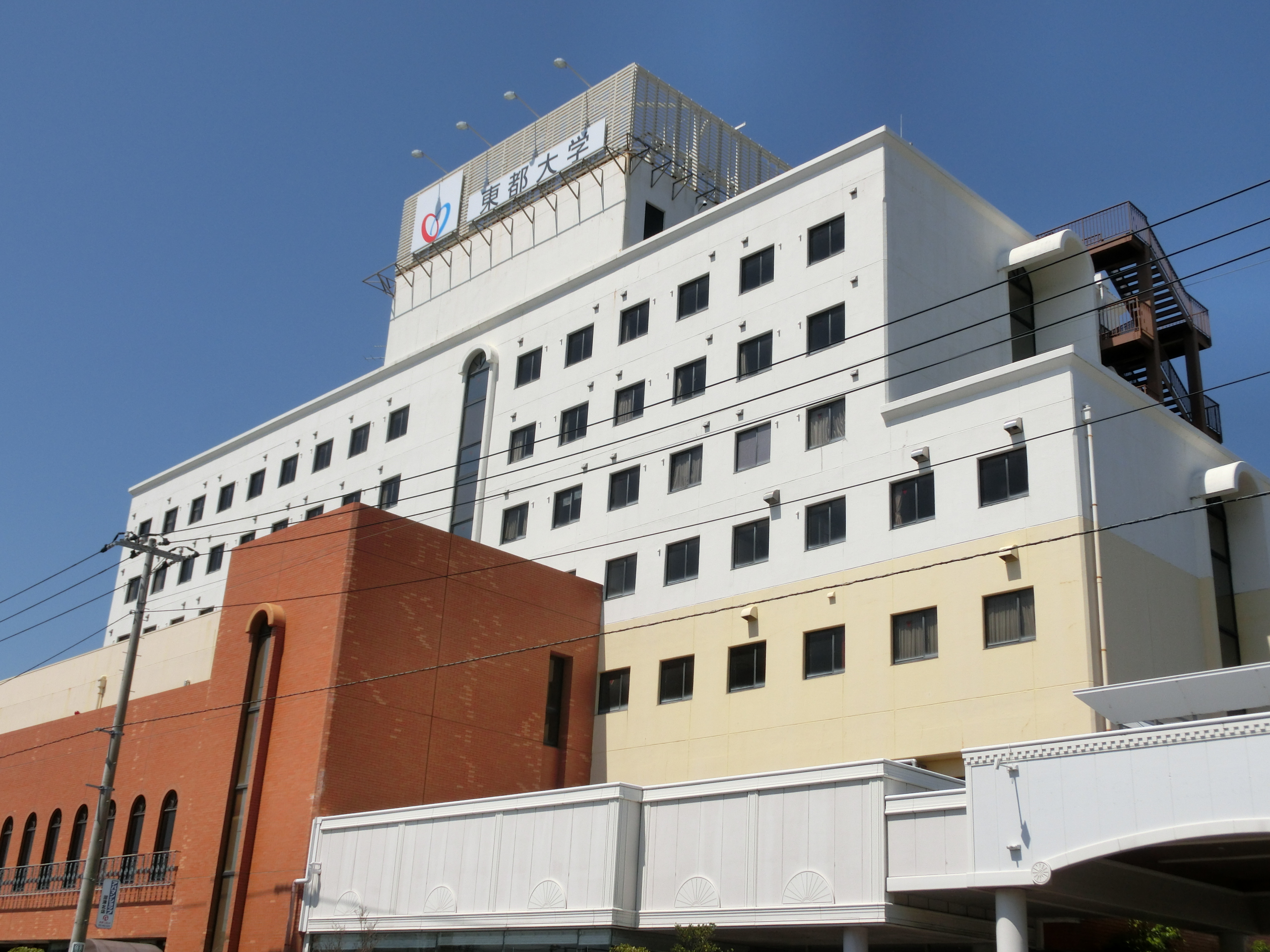
東都大学沼津キャンパス

### 大学
県立
- 静岡県立大学経営情報学部 沼津エクステンションセンター

私立
- 東都大学沼津キャンパス

### 高等専門学校
- 沼津工業高等専門学校

### 高等学校
県立
- 静岡県立沼津東高等学校
- 静岡県立沼津西高等学校
- 静岡県立沼津城北高等学校
- 静岡県立沼津工業高等学校

市立
- 沼津市立沼津高等学校※中高併設

私立
- 飛龍高等学校
- 桐陽高等学校
- 加藤学園高等学校
- 加藤学園暁秀高等学校※中高併設
- 誠恵高等学校
- 沼津中央高等学校

なお、静岡県立沼津商業高等学校は昭和30年代まで当市内の所在であったが、校地等の関係で昭和40年代に隣の駿東郡清水町に移転し、現在は当市内には所在しない。

### 中学校
市立
- 沼津市立第一中学校
- 沼津市立第二中学校
- 沼津市立第三中学校
- 沼津市立第四中学校
- 沼津市立第五中学校
- 沼津市立片浜中学校

- 沼津市立大岡中学校
- 沼津市立金岡中学校
- 沼津市立原中学校
- 沼津市立愛鷹中学校
- 沼津市立浮島中学校
- 沼津市立静浦中学校

- 沼津市立大平中学校
- 沼津市立今沢中学校
- 沼津市立門池中学校
- 沼津市立長井崎中学校
- 沼津市立戸田中学校
- 沼津市立沼津高等学校中等部※中高併設

私立
- 加藤学園暁秀中学校※中高併設

### 小学校
市立
- 沼津市立第一小学校（代戯館→沼津兵学校附属小学校）
- 沼津市立第二小学校
- 沼津市立原小学校
- 沼津市立片浜小学校
- 沼津市立大岡小学校
- 沼津市立金岡小学校
- 沼津市立愛鷹小学校
- 沼津市立西浦小学校

- 沼津市立浮島小学校
- 沼津市立大平小学校
- 沼津市立第三小学校
- 沼津市立第四小学校
- 沼津市立第五小学校
- 沼津市立千本小学校
- 沼津市立内浦小学校
- 沼津市立静浦小学校

- 沼津市立開北小学校
- 沼津市立香貫小学校
- 沼津市立今沢小学校
- 沼津市立門池小学校
- 沼津市立沢田小学校
- 沼津市立大岡南小学校
- 沼津市立原東小学校
- 沼津市立戸田小学校

私立
- 加藤学園暁秀初等学校

### 専修学校
- 沼津市立看護専門学校
- 沼津情報専門学校
- 専門学校きうちファッションカレッジ
- 栄光ビジネスパソコン専門学校

### 学校法人の施設
- 学習院 沼津遊泳場

### 学校教育以外の施設
自動車教習所
- 静岡県自動車学校沼津校

- 東部自動車学校

- 黄瀬川自動車学校

公共職業能力開発施設
- 静岡県立沼津技術専門校（愛称：沼津テクノカレッジ）
- 静岡県立あしたか職業訓練校

## 文化
- 沼津市西浦江梨には吟道の碑があり、毎年11月には「吟道祭り」が開催される[31]。
- 「ねんねんころりよ おころりよ」の歌詞の子守歌は、沼津地方の子守歌といわれている[32]。2002年（平成14年）3月に千本浜公園に子守歌石碑が建立された[33]。

## スポーツ
- アスルクラロ沼津 - Jリーグクラブ。沼津市をホームタウンとし、静岡県東部、伊豆などに幅広く展開。サッカーをはじめ、新体操、テニスなども扱うスポーツクラブ。
- 愛鷹広域公園
  - 愛鷹広域公園多目的競技場 - 陸上、サッカー場。アスルクラロ沼津のホームスタジアム。
  - 愛鷹広域公園野球場（旧称・静岡県営愛鷹球場）
- 大瀬崎 - スキューバーダイビングのスポット
- イカイ・EPSセパタクロー - 静岡県唯一のセパタクローTEAM日本代表選手所属・山田昌寛・本橋淳・林雅典
- イカイ・EPSテニス - テニス日本リーグ
- ヤオハンジャパン硬式野球部 - ヤオハンが保有していた社会人野球の企業チーム。1997年に解散した。

## 交通

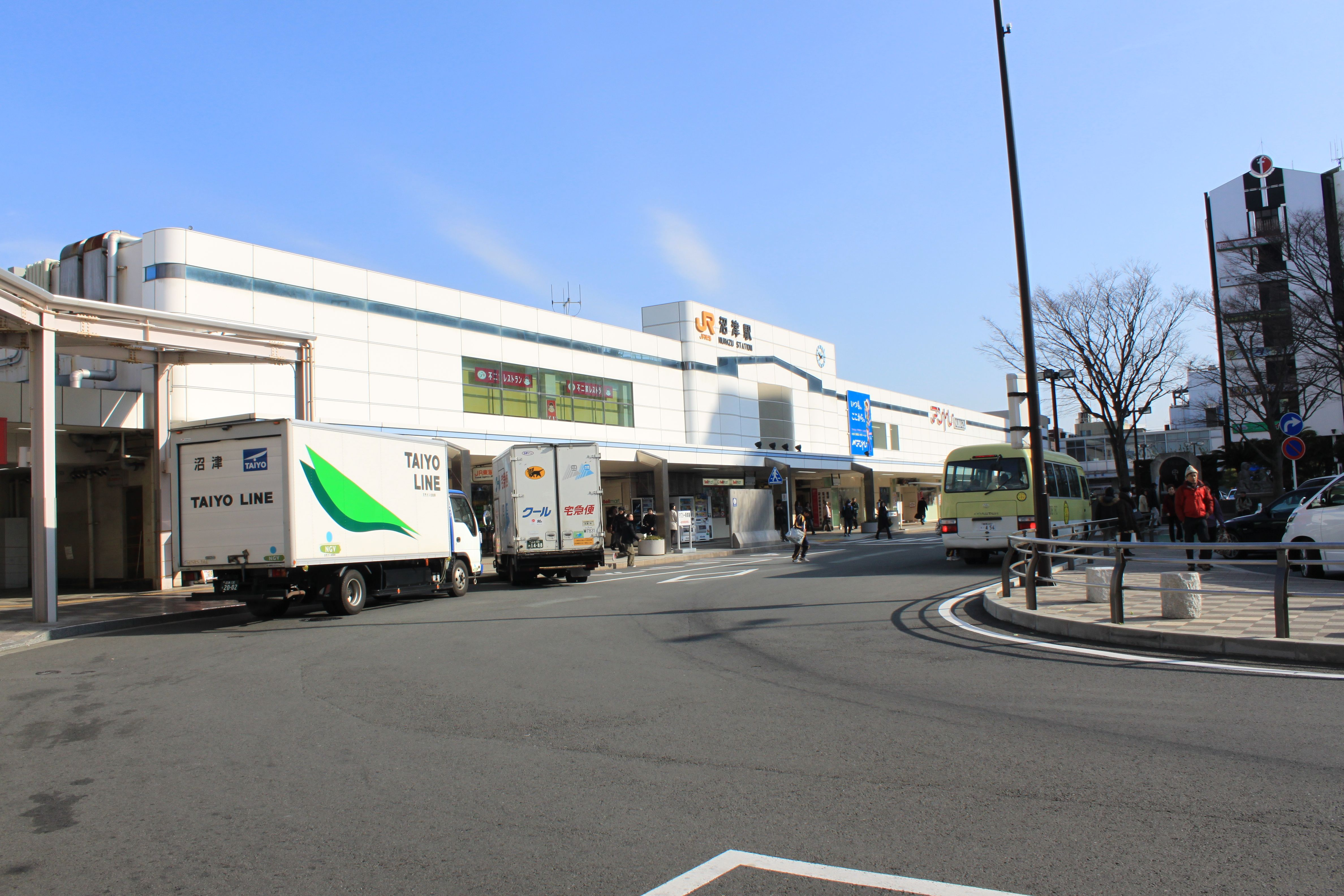
沼津駅

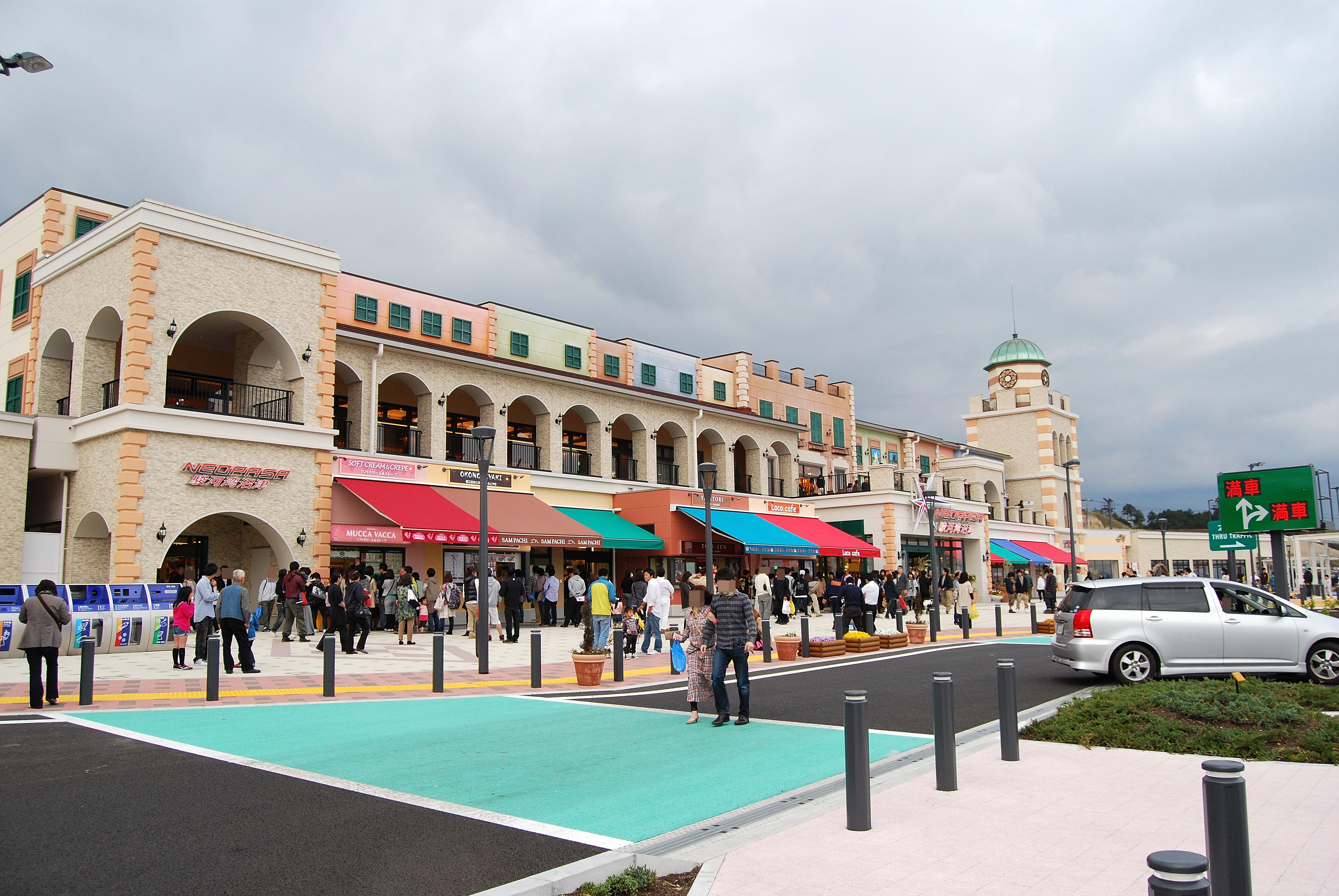
駿河湾沼津SA

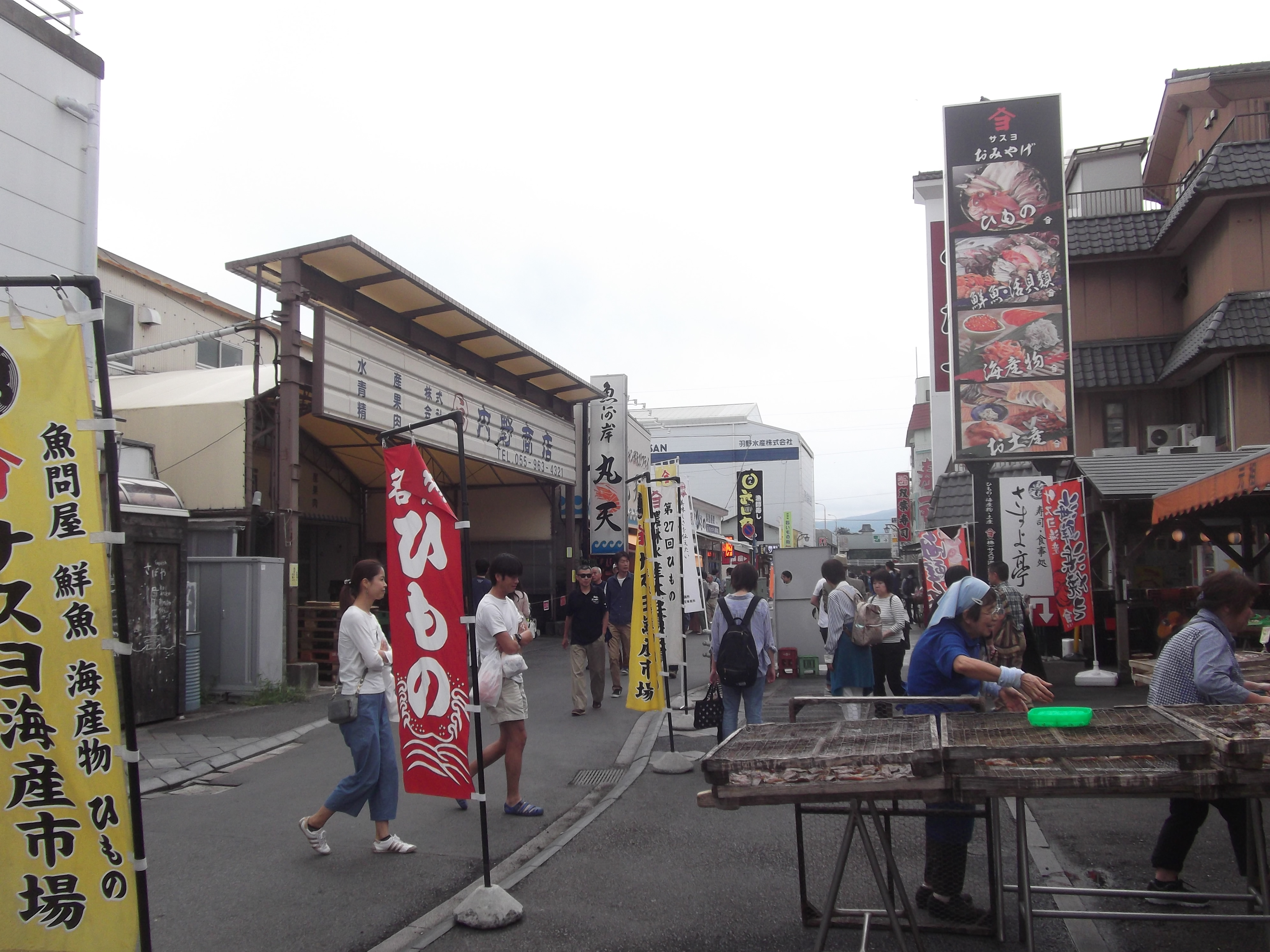
海鮮食堂などが立ち並ぶ沼津港

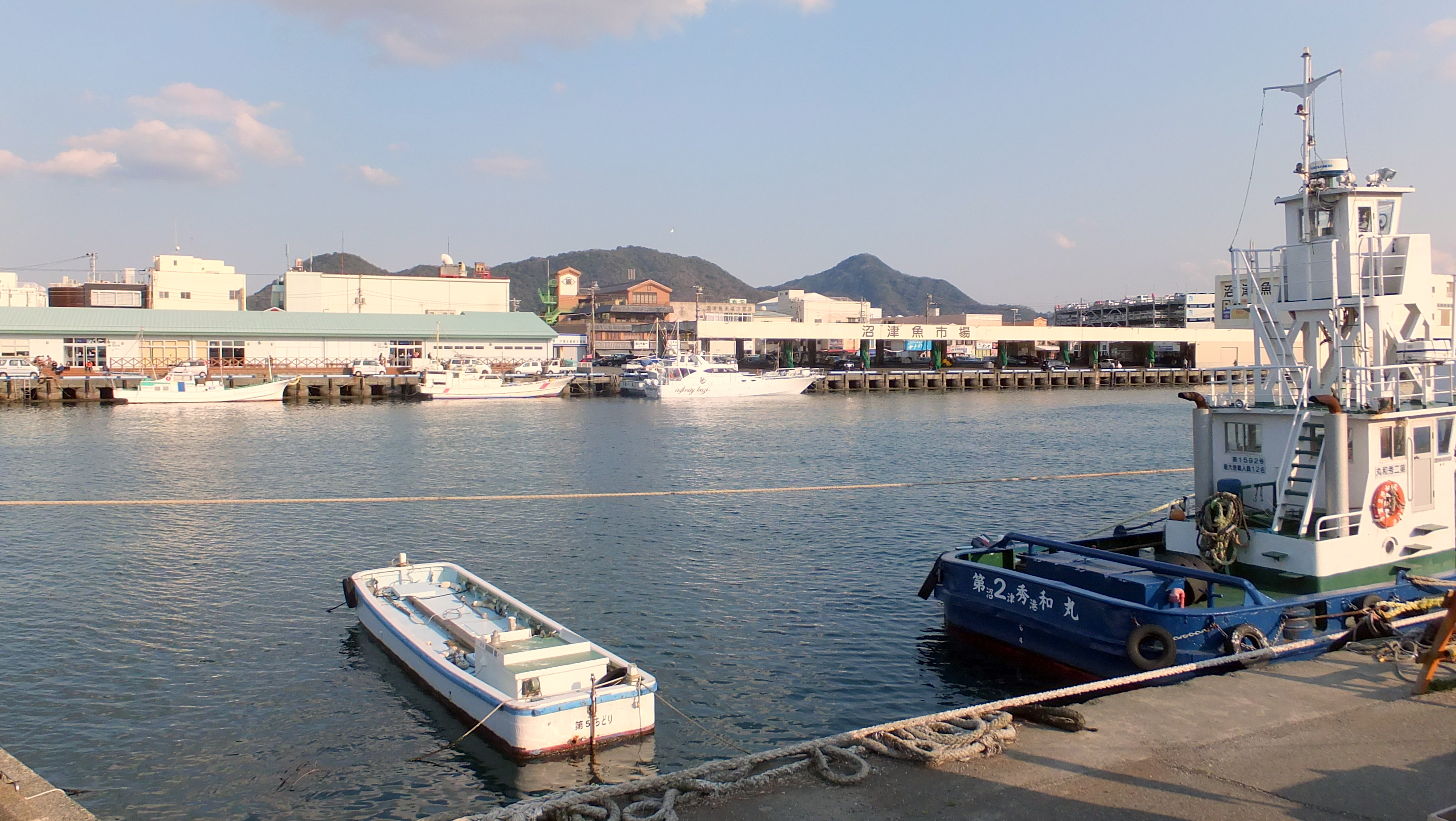
沼津港

当市は財界人の保養地としても発展したために、鉄道や道路などの交通網の整備が明治の早い段階から推し進められて来た。
東海道線は当初、箱根を貫通するトンネルの開削技術がなかったことから北の御殿場を通る現在の御殿場線ルートを採用したが、これに伴い25パーミル（1000分の25）の急勾配が発生した。そのため、沼津には勾配を超えるための補助機関車を解結するための機関区が置かれ、結果として同線における重要な駅と位置づけられることになった。
1934年（昭和9年）、丹那トンネルの開通により東海道本線のルートが現行のものになった後も、1949年（昭和24年）までは同線の電化区間が東京から沼津までであったため、ここで電気機関車と蒸気機関車との付け替えを行った。
最寄空港は静岡空港である。

### 鉄道
東海道新幹線を利用する場合は、沼津駅から三島駅まで東海道本線で1駅連絡することになる。
- 中心となる駅：沼津駅

東海旅客鉄道（JR東海）
- 東海道本線
  - 沼津駅 - 片浜駅 - 原駅
- 御殿場線
  - 大岡駅 - 沼津駅

#### かつて存在した鉄道
- 伊豆箱根鉄道軌道線（1963年廃止）

### バス
コミュニティバス
- ミューバス原・浮島線(富士急静岡タクシー)
- 沼津市コミュニティバスららぽーと・原団地・原駅線
- 沼津市自主運行バス

路線バス
- 東海バス
- 伊豆箱根バス
- 富士急シティバス

#### 高速バス（沼津市内発着）
| 愛称名                 | 運行会社                | 運行区間                                                                                | 昼/夜行 |
| ---------------------- | ----------------------- | --------------------------------------------------------------------------------------- | ------- |
| 東名ハイウェイバス     | JR東海バス JRバステック | 東京駅 - 東名沼津 - 東名愛鷹 - 静岡駅                                                   | 昼行    |
| さんさんぬまづ・新宿号 | 富士急シティバス        | 東京（バスタ新宿・渋谷マークシティ）・東名向ヶ丘・東名江田 - 沼津市内（沼津駅北口ほか） | 昼行    |
| 三島エクスプレス       | 東海自動車              | バスタ新宿 - 大平車庫                                                                   | 昼行    |
| 金太郎号               | 富士急湘南バス 近鉄バス | 大阪市（なんばOCAT・大阪駅前）・京都市（京都駅八条口） - 沼津駅北口                     | 夜行    |
| WILLER EXPRESS         | WILLER EXPRESS          | 大阪市（桜島駅前）・USJ・WBT大阪梅田 - 沼津駅北口                                       | 夜行    |

※新型コロナウイルス等の影響により長期運休中の路線は記載せず

### 索道
- 淡島ロープウェイ - 日本で唯一の海上ロープウェイであったが、老朽化により休止となり、2017年9月頃にケーブルとゴンドラが撤去された。事実上の廃止。

### 道路
高速道路
- 東名高速道路
  - （駿東郡長泉町） - (8)沼津IC - 愛鷹PA - （富士市）
- 新東名高速道路
  - （駿東郡長泉町） - 駿河湾沼津SA/SIC - （富士市）

※新東名の開通当初、沼津市内に存在するのはサービスエリアのみであったが、2017年（平成29年）3月13日、駿河湾沼津SAにスマートインターチェンジが併設された。なお、長泉沼津ICは沼津市ではなく長泉町に位置する。
自動車専用道路
- 伊豆縦貫自動車道（東駿河湾環状道路）
  - (8)沼津IC - 沼津岡宮IC - （駿東郡長泉町）

国道
- 国道1号
- 国道246号
- 国道414号

県道
| - 静岡県道17号沼津土肥線 - 静岡県道18号修善寺戸田線 - 静岡県道22号三島富士線 - 静岡県道52号沼津停車場線 - 静岡県道83号沼津インター線 - 静岡県道87号大岡元長窪線 - 静岡県道127号船原西浦高原線 - 静岡県道130号伊豆長岡三津線 - 静岡県道139号原木沼津線 - 静岡県道140号三島静浦港線 - 静岡県道144号下土狩徳倉沼津港線 | - 静岡県道145号沼津三島線 - 静岡県道159号沼津港線 - 静岡県道160号千本城内線 - 静岡県道162号沼津停車場東沢田線 - 静岡県道163号東柏原沼津線 - 静岡県道164号西椎路松長線 - 静岡県道165号原停車場線 - 静岡県道166号石川一本松線 - 静岡県道380号富士清水線 - 静岡県道405号足高三枚橋線 |

### 道の駅
- くるら戸田（沼津市戸田）

### 港湾
主な漁港
- 沼津港
- 静浦漁港
- 内浦漁港
- 西浦漁港
- 井田漁港
- 戸田漁港

## 名所・旧跡・観光スポット・祭事・催事

### 旧跡

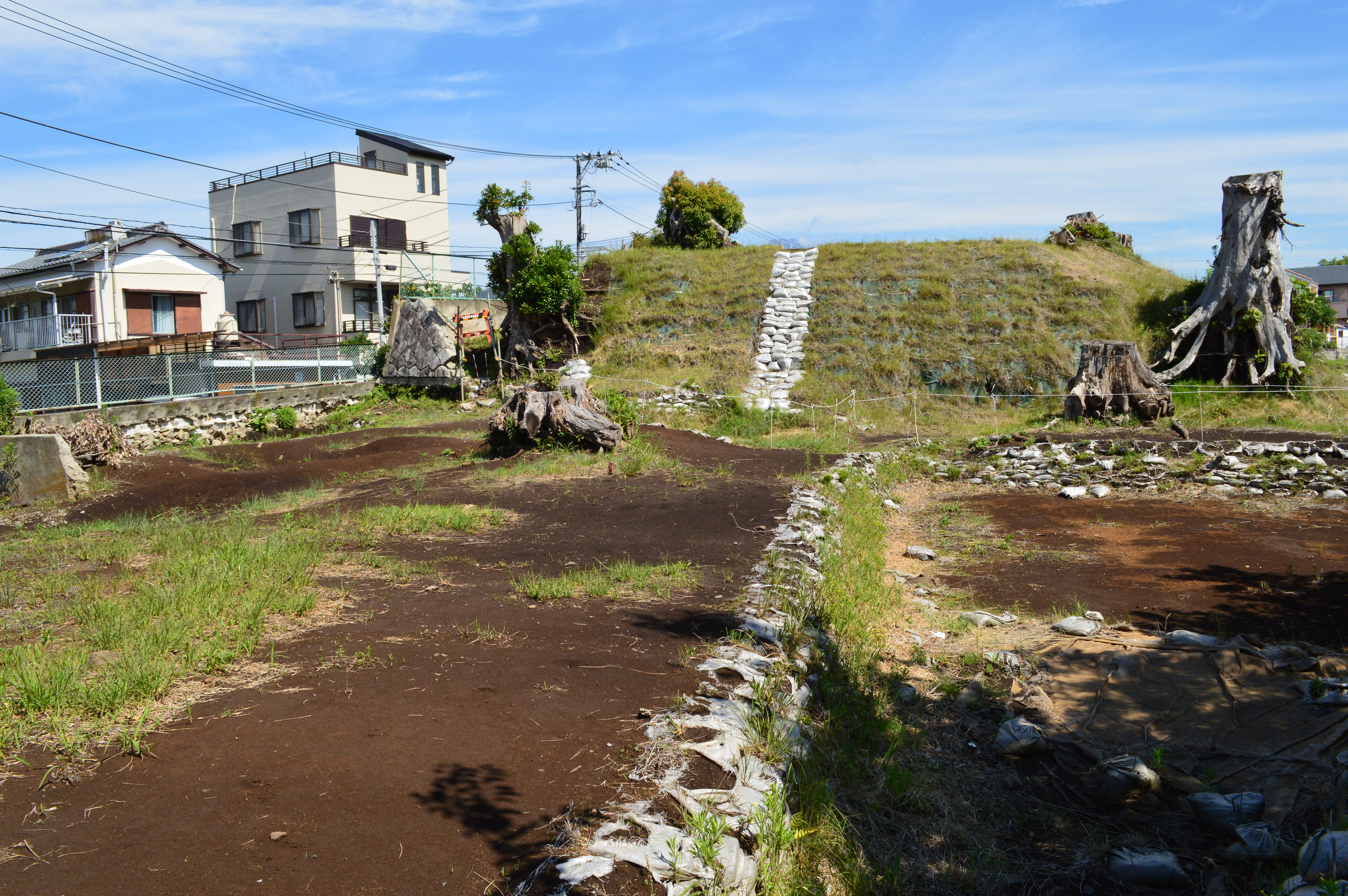
高尾山古墳

- 興国寺城跡（国の史跡。北条早雲の旗揚げの城）
- 長浜城跡（国の史跡）
- 休場遺跡（国の史跡）
- 江浦横穴群（えのうらおうけつぐん、静岡県指定史跡）
- 清水柳北遺跡（縄文時代の遺跡）
- 帯笑園（たいしょうえん、国登録記念物）
- 井田松江古墳群（県指定史跡）
- 沼津御用邸記念公園
- 長塚古墳（ながつかこふん、静岡県指定史跡）
- 沼津市戸田造船郷土資料博物館（併設：駿河湾深海生物館）
- 松城家住宅（国の重要文化財）
- 香貫用水（世界かんがい施設遺産）[34] 内膳堀と呼ばれる水路とそこから分岐する水路で構成されている。
- 日吉廃寺跡（市の指定史跡）

### 寺社
- 松蔭寺（白隠ゆかりの寺）
- 日枝神社（旧県社、国の重要文化財『紙本著色山王霊験記』を所蔵）
- 城岡神社（沼津城二の丸・沼津兵学校跡）
- 上土朝日稲荷神社（三枚橋城跡）
- 玉作神社（式内社）
- 市場八幡神社（市役所周辺総鎮守）
- 丸子浅間神社（式内社・旧県社）
- 楊原神社（式内社（名神大））
- 鷲頭神社（式内論社）
- 淡島神社（淡島山上）
- 気多神社（式内論社）
- 長濱神社 (長浜神社)（式内社）
- 鮑玉白珠比咩命神社（式内社）
- 引手力命神社（大瀬神社、式内論社）
- 井田神社（式内社）
- 諸口神社（式内社）
- 部田神社（式内社）

### 観光スポット

#### 商業施設
- ららぽーと沼津
- BiVi沼津
- アントレ (駅ビル)
- イーラde
- 沼津ラクーンよしもと劇場
- 沼津仲見世商店街

#### 自然
- 愛鷹山

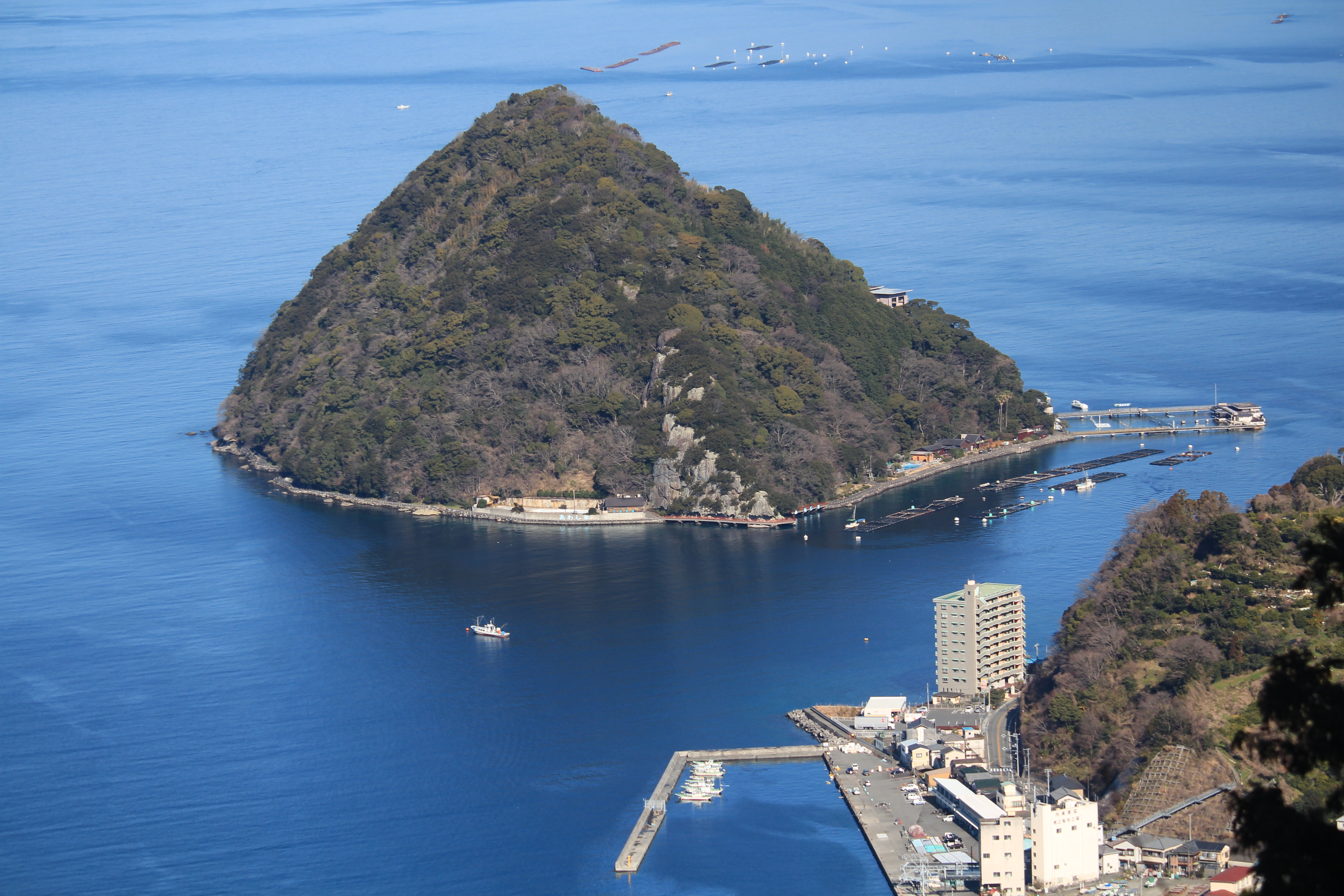
あわしまマリンパークのある淡島

- 沼津アルプス（静浦山地）〜 金冠山・達磨山
  - 香貫山 - 横山 - 徳倉山 - 鷲頭山 - 大平山（- 発端丈山）〜 金冠山・達磨山
- 千本松原・千本浜公園
- 沼津港周辺
  - 沼津港深海水族館（港八十三番地）
  - ぬまづみなと商店街
  - 沼津港大型展望水門「びゅうお」
- 我入道の渡し
- 牛臥山公園
- 内浦周辺
  - あわしまマリンパーク（淡島）
  - 伊豆三津シーパラダイス
- 大瀬崎
  - 大瀬崎のビャクシン樹林
  - 引手力命神社（大瀬神社）
  - 大瀬明神の神池
- 井田の明神池
- 御浜岬
  - 諸口神社

#### 遊覧船
千鳥観光汽船によって、沼津港と三津港（内浦）の2箇所で遊覧船が運航されている。夏季には、沼津港と大瀬崎をつなぐ定期船も運航される。
- 沼津港 遊覧船 : 所要時間30分、毎日5便（11時〜15時、繁忙期増便あり）、大人1100円 小人550円。
  - 沼津港-大瀬崎定期船（夏季限定） : 片道30分（往復70分）、毎日4便程度、片道 大人1250円 小人630円（※往復(周遊)利用は、大人1400円 小人700円）。
- 三津港 遊覧船 : 所要時間25分、9時〜16時の間に40分毎、大人1000円 小人500円。
  - ランチクルーズ : 所要時間55分、毎日2便（11時半、13時）、3000円〜7500円。

#### 海水浴場
- 千本浜海水浴場
- 島郷海水浴場
- 三津海水浴場
- らららサンビーチ
- 大瀬海水浴場
- 井田海水浴場
- 御浜海水浴場

#### 温泉
- 戸田温泉

日帰り温泉
- ニューウェルサンピア沼津
- 駿河の湯 坂口屋
- 沼津・湯河原温泉 万葉の湯
- 天然温泉ざぶ〜ん（ジョイランド原）
- 安田屋旅館
- 戸田温泉 壱の湯（道の駅くるら戸田内）

### スポーツ

#### 野球・サッカー等
- 愛鷹広域公園
  - 愛鷹広域公園多目的競技場（愛鷹運動公園） - アスルクラロ沼津のホームスタジアム。
  - 愛鷹広域公園野球場（旧称・静岡県営愛鷹球場） - 高校野球予選など。

#### ゴルフ場
- 沼津国際カントリークラブ
- 沼津ゴルフクラブ
- 新沼津カントリークラブ
- 愛鷹シックスハンドレッドクラブ（アコーディア・ゴルフ）

#### マリーナ
- 沼津みなとマリーナ
- ライオンビーチマリーナ
- ヌマヅマリーナ
- ヤマハマリーナ沼津
- 長浜ヨットハーバー

#### スキューバダイビング
- 獅子浜ダイビングサービス
- 静浦ダイビングセンター
- 平沢マリンセンター in らららサンビーチ
- ダイビングサービスマンボウ大瀬崎
- サンライズ大瀬マリンサービス
- 大瀬館マリンサービス
- はまゆうマリンサービス
- ダイビングサービス海童(かっぱ)
- 井田ダイビングセンター
- 井田マリンサービス

### 祭り
- 大瀬祭り（4月4日）
- 海人祭
- 沼津夏祭り（7月最終土日）

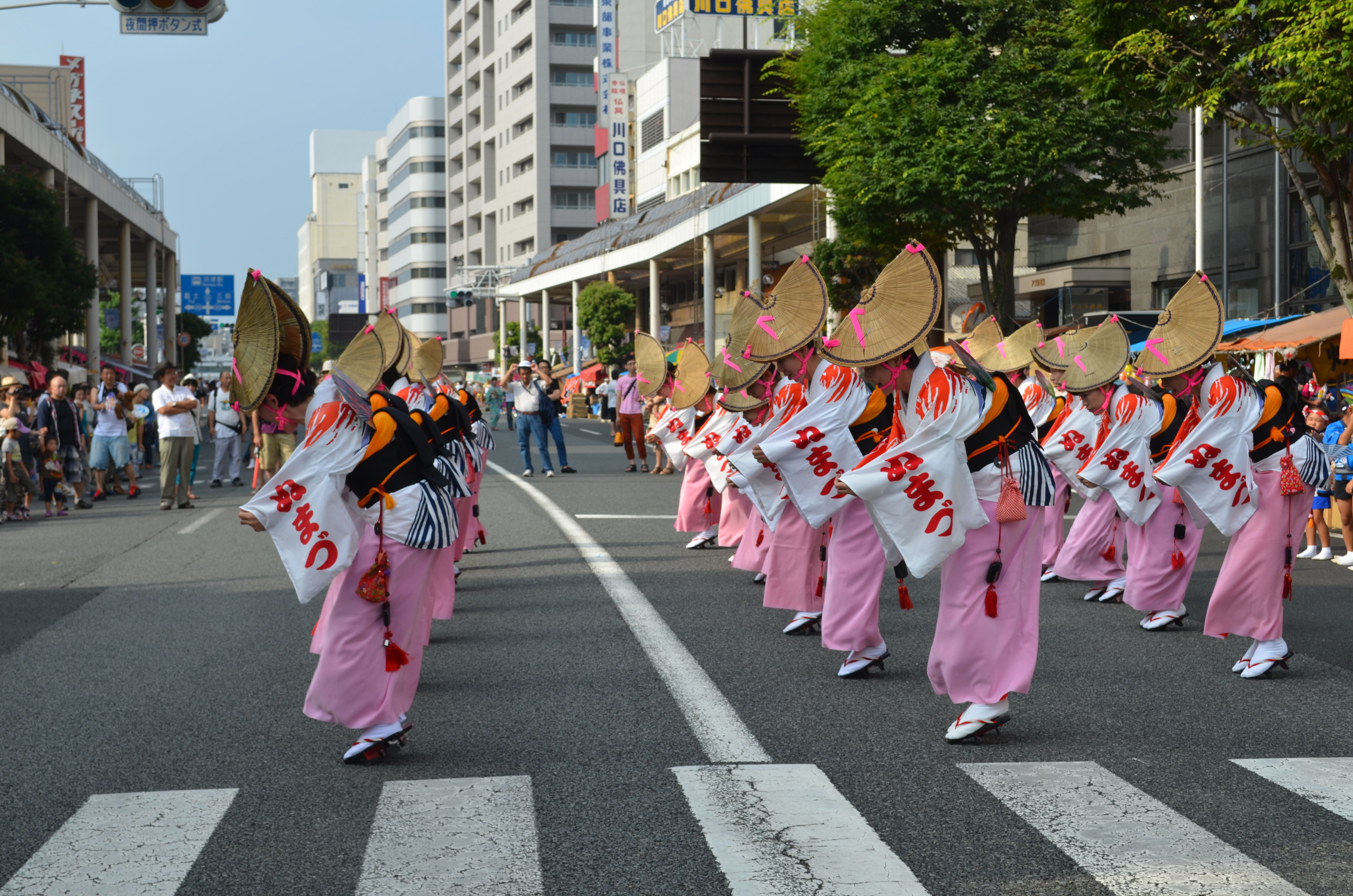
沼津夏祭り

- サンセットページェント（かつては8月下旬に開催されていたが、2011年に廃止。）
- 酒塚祭り（11月23日勤労感謝の日）
- よさこい東海道
- 水祝儀
- 戸田盆踊り大会・海上花火大会

## 当市を舞台とした作品
小説
- 夏草冬涛（井上靖）
- しろばんば（井上靖）
- わが母の記（井上靖） - 井上の自伝的小説で、後に映画化もされた。なおこの際に監督した原田眞人も沼津市出身である。
- 花のいのち（立原正秋）

映画
- 日本沈没（1973年）
- 男はつらいよ　葛飾立志篇（1975年）　西浦久料 - 西浦足保間を渥美清と小林桂樹が歩くラストシーンのロケ地となった。
- 刑事物語（1982年）
- シベリア超特急3（2003年） - 伊豆箱根鉄道が所有するスカンジナビアと沼津御用邸記念公園裏の海岸が同作のロケ地となった。
- わが母の記（2010年）
- 幕が上がる（2015年）
- 湯を沸かすほどの熱い愛（2016年）
- 桜ノ雨（2018年）
- 検察側の罪人（2018年）
- いちごの唄（2019年）
- 志乃ちゃんは自分の名前が言えない（2019年）
- 左様なら（2020年）
- 今日から俺は!! （2020年）
- 都会のトム＆ソーヤ（2020年）
- 昨日より赤く明日より青く「BLUE BIRD」（2021年）
- ヤクザと家族The Family（2021年）
- アキラとあきら（2022年）
- さかなのこ（2022年）
- 天間荘の三姉妹（2022年）- 高沢公園がロケ地となった。
- いつか、いつも……いつまでも。（2022年）
- ヘルドッグス（2022年）
- 流浪の月（2022年）
- 麻希のいる世界（2022年）

テレビドラマ
- ワイルド・ヒーローズ（2015年）
- 時をかける少女（2016年）藤浦町として
- 昼のセント酒（2016年）- 吉田温泉がロケ地となった。
- ヤメ判　新堂謙介　殺しの事件簿4（2016年）
- 奥様は、取り扱い注意（2017年）
- 新・浅見光彦シリーズ 漂泊の楽人 越後〜沼津・哀しき殺人者（2017年）
- モブサイコ100（2018年）
- 僕らは奇跡でできている（2018年）
- 人狼ゲーム 〜ロストエデン〜（2018年）- 我入道、沼津港、旧静浦中学校がロケ地となった。
- はぐれ署長の殺人急行3（2018年）- 島郷海岸、旧静浦中学校がロケ地となった。
- 犯罪の回送（2018年）
- 東京独身男子（2019年）
- サギデカ（2019年）
- アトムの童（2022年）
- きよしこ（2022年）- NHK土曜ドラマ。千本浜、狩野川河川敷、沼津銀座通り商店街の桃屋がロケ地となった。

Webドラマ
- ガンダムビルドリアル（2021年）戸田地区。
- すべての恋は片想いからはじまるっぽい （2021年）- 放課後カルピス公式YouTubeにて配信のWEBドラマ

アニメーション
- うしろの正面だあれ（1991年） 主人公（海老名香葉子）が東京の下町から疎開し、終戦までを香貫山の麓で過ごす
- ラブライブ!サンシャイン!!（2016年 - ）内浦地区及び大手町。ラブライブ!シリーズの2作目であり、2015年からメディアミックスとしての企画が始まり、2016年と2017年にTVアニメが放送され、2019年には劇場版が上映された。
  - 幻日のヨハネ -SUNSHINE in the MIRROR-（2023年）「ラブライブ!サンシャイン!!」の登場人物と舞台を流用したパラレルワールドが舞台の公式スピンオフ作品。
- ゆるキャン△（2021年1月 - 3月、あfろ）戸田地区。原作9巻50話、アニメSEASON2第10話（2020年1月）
- GAMERA -Rebirth-（2023年 Netflix）沼津市の沖合い。米海軍のアーレイバーク級イージス艦隊とガメラが交戦する。

漫画
- GTroman（西風）（1988年）
- 深海魚のアンコさん（犬犬）（2012年）
- ぽんこつポン子 （矢寺圭太）（2019年 - 2021年）戸田地区。

その他
- 『エキセントリック少年ボウイオールスターズ』に登場する主人公の少年ボウイが操る高速マシーン・エキセントリック号は沼津ナンバーという設定となっている。

## 出身者・関連する人物

### 沼津出身者・沼津市民
政治
- 江原素六（政治家）
- 大久保忠佐（沼津藩藩主）
- 大築尚志（大日本帝国陸軍中将）

- 芹澤勤(元長野県小諸市長)
- 渋沢敬三（民俗学者、第16代日本銀行総裁、蔵相）
- 渡辺朗（元衆議院議員、第23代沼津市長）

経済
- 飯村幸生（東芝機械代表取締役会長最高経営責任者、日本工作機械工業会会長）
- 大賀典雄（指揮者、ソニー社長・最高経営責任者、経団連副会長などを歴任）
- 小原芳春（デニーズジャパン代表取締役社長）

- 星谷孝幸（株式会社サーパスゴルフ代表）
- 宮本洋一（清水建設代表取締役社長）

文学
- 宇佐見りん（小説家）
- 勝田香月（詩人）
- 佐々木邦（作家、英文学者）

- 竹島将（作家）
- 田中英光（作家）
- 若山牧水（歌人）
- 和田靜香（ライター）

芸術
- 落合茂一（アニメーションプロデューサー）
- 白隠慧鶴（禅僧、臨済宗中興の祖。達磨図など多くの僧画、墨蹟を残す）
- 杉井ギサブロー（アニメーション監督）
- 茶畑るり（漫画家）
- 西風（漫画家）

- 原田眞人（映画監督）
- 横川寛人（映画監督）
- 村山知義（グラフィックデザイナー）
- 山口源（版画家、昭和58年に沼津市芸術文化振興基金を活用して山口源賞を制定した[38]）

学術
- 小澤正明（国文学者、八幡大学学長、名誉教授）
- 小堀桂一郎（文学者、東京大学名誉教授）
- 杉山忠平（歴史学者）
- 杉山正明（歴史学者）
- 鈴木基行（土木工学者、東北大学名誉教授）

- 芹沢光治良（文学者、沼津市名誉市民）
- 田嶋陽子（社会学者）
- 長倉三郎（科学者、文化勲章受章者、沼津市名誉市民）
- 室伏広治（スポーツ庁長官（第2代）、東京医科歯科大学教授、陸上選手）

スポーツ
- 愛鷹力（プロレスラー、キックボクサー）
- 岩崎恭子（水泳選手）
- 岩見香枝（元女子プロ野球選手）
- 小野伸二（元サッカー日本代表）
- 木村天汰郎（プロボクサー）
- 小池禮三（水泳選手）
- 佐々木光（ソウルオリンピック柔道金メダリスト）
- 佐々木憂流迦（プロレスラー、総合格闘家）
- 庄司隼人（元広島東洋カープ選手）
- 庄司悦大（サッカー選手、京都サンガF.C.所属）
- 杉山賢人（元プロ野球選手）

- 杉山直樹（元プロ野球選手）
- 土屋ジョー（プロキックボクサー）
- 富田常次郎（柔道家）
- 長沢二郎（水泳選手、ヘルシンキ五輪代表）
- 長谷川竜也（サッカー選手、北海道コンサドーレ札幌所属）
- 長谷川弘（オートバイレーサー）
- 藤田幸希（ゴルファー）
- 三浦永理（女子競艇選手）
- 山田堅太（ビーチサッカー指導者）
- 山本昌邦（サッカー解説者・指導者、元サッカー日本代表）
- 若山英史（車いすラグビー、車いすラグビー日本代表）

芸能
- 青木一（俳優）
- 朝日奈丸佳[39]（声優）
- 磯村勇斗（俳優）
- Elle Teresa（ラッパー）
- 大河内龍（俳優）
- 大沼晶保（櫻坂46）
- ORANGE PORT（アイドルグループ、ぬまづ国際親善アイドル大使）
- 小夜福子（宝塚歌劇団卒業生、女優）
- 三遊亭朝橘（落語家）

- 芹沢博文（将棋棋士）
- 高木りな（女優）
- Chaki Zulu（音楽プロデューサー、作曲家、レコーディング・エンジニア）
- 羽田実加（タレント）
- 日向奈央（VRアイドルえのぐメンバー）
- 星美りか（女優）
- 森川之雄（ミュージシャン）
- 八木光太郎（俳優）
- yunocy（グラビアアイドル、露出狂ゲーマー）

マスメディア
- 飯村真一（テレビ朝日アナウンサー）
- 池谷亨（テレビ東京キャスター）
- 佐藤雅彦（メディアプランナー）
- 杉本孝一（静岡朝日テレビアナウンサー）

- 高橋友理（元北海道放送アナウンサー、静岡市生まれ）
- 平野啓子（フリーアナウンサー）
- 平松奈々（元長野放送アナウンサー）
- 真野淑實（ジョイスタッフフリーアナウンサー）
- 水野涼子（静岡放送アナウンサー）

### 当市に縁の有る人物
文学
- 井上靖（小説家、文化勲章受章者、沼津市名誉市民）
- 大岡信（詩人、文化勲章受章者、沼津市名誉市民） - 井上靖と大岡信の両名は、出身地がそれぞれ外の都市である。井上は天城湯ケ島（現・伊豆市湯ケ島）出身、大岡は三島出身。共に出身校が旧制沼津中学校（戦後の静岡県立沼津東高等学校）であるため、その理由で井上は生前に、大岡は2003年（平成15年）の文化勲章受章時に、名誉市民が授与されている。大岡は、同時期に出身地である三島市からも名誉市民が授与され、異例の2市同時名誉市民授与となった。
- 太宰治（小説家） - 1932年（昭和7年）に静浦の志下に滞在して『思ひ出』を、1947年（昭和22年）には三津で『斜陽』の第一章から第二章を執筆した。
- 海老名香葉子（作家） - 戦時中、沼津市に疎開していた。

芸能
- 三國連太郎（俳優） - 養父が沼津市出身。家庭の事情で中学2年生まで土肥町に住んでいた関係で、晩年は沼津に住んでいた。沼津の観光大使にも就任したことがある。
- タモリ（タレント） - 沼津マリーナにヨットを所有し、週末にはクルージングに訪れていた。当市の内浦湾では「タモリ茶碗（カップ）」を冠するヨットレースが行われている。
- 山田邦子（タレント） - 父が沼津市出身。観光大使に就任したこともある。
- 間寛平（タレント） - 「寛平アメマナイトマラソン」の発起人。観光大使に就任したこともある。
- 軽部真一（アナウンサー） - 小学校中学年時代に2年間だけ沼津市に在住していた。観光大使に就任したこともある。
- Aqours（声優ユニット） - 沼津市を舞台とする『ラブライブ!サンシャイン!!』のAqoursの声を演じる9人組女性声優ユニット。2023年現在、観光大使に就任している。

芸術
- ニコラ・フォルミケッティ（ファッションエディター） - 母親が当市出身。沼津市立第五小学校を卒業。自分にとってのファッションの原点は沼津にあると言っており、「いつになっても僕のホームタウンは沼津」と述べている。来日の際には、必ず沼津まで出向く。

政治
- 西郷従道（政治家、大日本帝国海軍大将） - 駿東郡楊原村（現・沼津市）に別荘を持っていた。また、馬込港にある瓜島が地元で西郷島と呼ばれているのは、これに由来すると言われている。
- 西周（哲学者、政治家） - 沼津兵学校の教頭であった。
- 町村信孝（元外務大臣、政治家） - 出生地が沼津。
- 宮澤喜一（官僚、政治家） - 大蔵省に入省後、最初に配属された任地であり、沼津税務署署長として在職していた。

スポーツ
- 三井美代子（陸上競技選手） - 東京生まれ、小学4年生から[40] 高等女学校卒業まで居住していた[41]。1936年ベルリンオリンピックに出場し、静岡県初の女子オリンピック選手となった[40]。